# Almaty

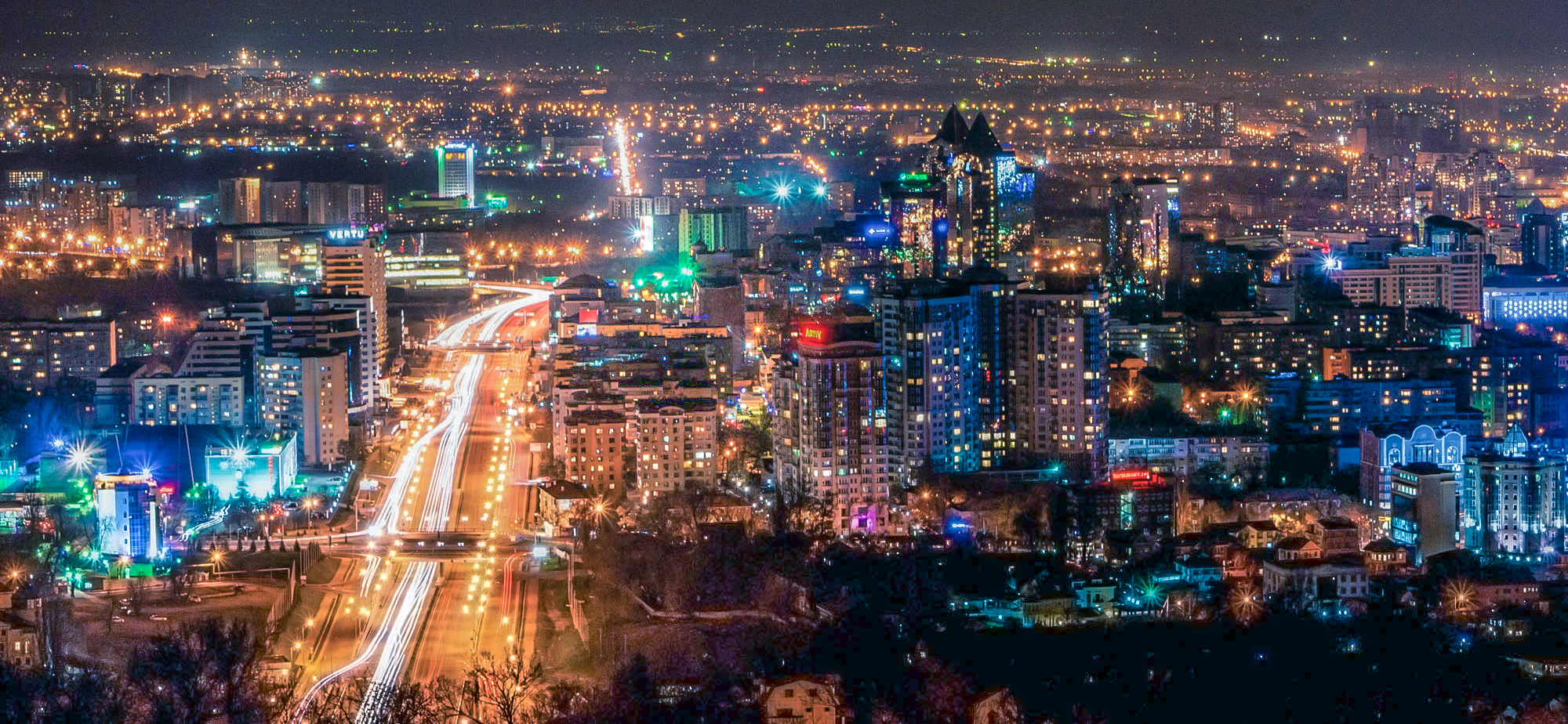
Blick auf das moderne Geschäftszentrum von Almaty

Almaty (kasachisch und russisch Алматы, bis 1993 Alma-Ata) ist mit rund zwei Millionen Einwohnern die größte Stadt Kasachstans. Sie liegt im Südosten des zentralasiatischen Staates unweit der Grenze zu Kirgisistan, war von 1936 bis 1991 Hauptstadt der Kasachischen SSR und nach dem Zerfall der Sowjetunion bis 1997 von Kasachstan.
Almaty ist neben der Hauptstadt Astana noch immer das kulturelle, wissenschaftliche und wirtschaftliche Zentrum des Landes mit Universitäten und zahlreichen Sakralbauten, Museen und Theatern. Zu den bekanntesten Sakralbauten gehören die Christi-Himmelfahrt- und die Nikolaus-Kathedrale. Der 1983 fertiggestellte 371,5 Meter hohe Fernsehturm Almaty auf dem Berg Kök-Töbe gehört zu den höchsten Bauwerken der Welt. Seit Anfang des 21. Jahrhunderts sind auch einige Wolkenkratzer in der Stadt entstanden. Die Stadt verfügt über zwei Bahnhöfe und zwei Flughäfen. Die am 1. Dezember 2011 eröffnete Metro Almaty sowie Oberleitungsbusse sorgen für den innerstädtischen Personentransport.

## Geographie

### Geographische Lage

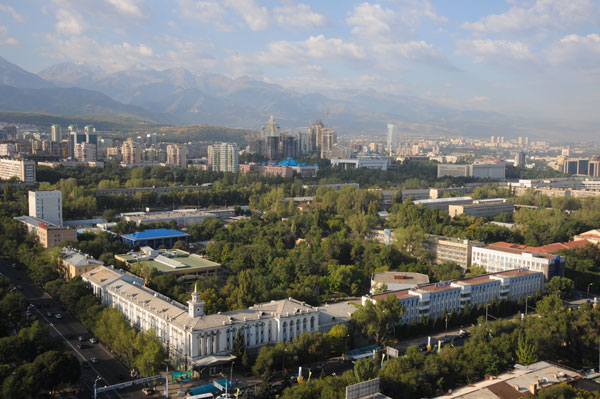
Blick über die Stadt auf das Tian-Shan-Gebirge

Almaty befindet sich im Südosten von Kasachstan; nach Süden sind es vom Stadtzentrum etwa 25 km bis zur Grenze mit Kirgisistan und nach Osten etwa 300 km zur Grenze mit China (jeweils Luftlinie).
Die Stadt liegt am Nordfuß des nördlichsten Gebirgszugs des Tian Shan, des Transili-Alatau (russisch Заилийский Алатау / Sailijski Alatau; kasachisch Іле Алатауы / Ile Alatauy), dessen nur schwer überwindliche Bergketten mit Gletschern vom Pik Talgar (4978,9 m), der in der Stadt von fast überall zu sehen ist, gekrönt werden. Der größte Berg innerhalb des Stadtterritoriums heißt Kök-Töbe und ist 1070 m hoch. Zudem befinden sich in der Umgebung von Almaty etwa 300 Gletscher, von denen der Korschenewski- und Tujuksu-Gletscher die größten sind.
Nördlich von Almaty liegt ein Gebiet mit Steppen und Halbwüsten, das in die Wüste Mujunkum (kasachisch Мойынқұм / Mojynqum; russisch Муюнкум / Mojunkum) übergeht.

### Seismische Aktivitäten
Durch die Lage nördlich des Tian-Shan-Gebirges, eines Intraplatten-Orogens mit hoher Topografie, starken Horizontalverschiebungen und einer starken Seismizität ist die Region um Almaty häufig von Erdbeben betroffen, wodurch die Stadt in den letzten 250 Jahren mehrfach zerstört wurde (1770, 1807, 1865, 1887, 1889 und 1911). 1887 wurde die Stadt Werny komplett zerstört, und wieder an derselben Stelle aufgebaut. Das Kebin-Erdbeben von 1911 forderte mehr als 700 Menschenleben, die Stadt wurde auch schnell wieder aufgebaut. 1974 wurden zur Verbesserung der Analyse der seismischen Gefährdung vier Erdbebenwarten aufgebaut. Der Fernsehturm Almaty auf dem Berg Kök-Töbe ist erdbebensicher aus einer Stahlrohrkonstruktion hergestellt; auf Beton wurde verzichtet.

### Stadtgliederung

Stadtbezirke von Almaty

Die Stadt ist heute in acht autonome Bezirke (Awtonomnyj(-e) Okrug(-a)) unterteilt: Alatau, Almaly, Äuesow, Bostandyq, Schetyssu, Medeu, Nauryzbai und Türksib. Der bevölkerungsreichste Bezirk ist Bostandyk mit rund 350.000 Einwohnern, Nauryzbai ist mit 150.000 der bevölkerungsärmste der Bezirke. Die ersten Verwaltungsbezirke der Stadt wurden 1936 gebildet. Damals unterteilte man das Stadtgebiet in die vier Stadtteile Proletarski (russ. Пролетарский), Leninski (russ. Ленинский), Stalinski (russ. Сталинский) und Frunsenski (russ. Фрунзенский). Im Jahr 1966 kam mit dem Bezirk Kalininski (russ. Калининский) ein Weiterer und 1972 mit dem Bezirk Auesowski (russ. Ауэзовский) nochmals ein Stadtteil hinzu. Nachdem die Bevölkerung Almatys Anfang der 1980er Jahre bereits auf mehr als eine Million angewachsen war, kamen auf Beschluss der sowjetischen Behörden am 17. Oktober 1980 zwei weitere Stadtbezirke hinzu: Alatauski (russ. Алатауский) und Moskowski (russ. Московский). 2014 kam mit Nauryzbaiski (russ. Наурызбайский) der bisher letzte Stadtbezirk hinzu.
| Verwaltungsbezirk     | Kasachischer Name | Russischer Name     | Einwohner | Fläche [km²] |
| --------------------- | ----------------- | ------------------- | --------- | ------------ |
| Alatau                | Алатау ауданы     | Алатауский район    | 384.928   | 104,1        |
| Almaly                | Алмалы ауданы     | Алмалинский район   | 269.545   | 18,4         |
| Äuesow                | Әуезов ауданы     | Ауэзовский район    | 358.667   | 23,6         |
| Bostandyq             | Бостандық ауданы  | Бостандыкский район | 338.625   | 99,4         |
| Schetissu             | Жетісу ауданы     | Жетысуский район    | 200.087   | 39,5         |
| Medeu                 | Медеу ауданы      | Медеуский район     | 251.896   | 253,4        |
| Nauryzbai             | Наурызбай ауданы  | Наурызбайский район | 222.366   | 69,7         |
| Türksib               | Түрксіб ауданы    | Турксибский район   | 266.219   | 75,4         |
| Almaty                | Almaty            | Almaty              | 2.292.333 | 682          |
| Stand: 1. Januar 2025 |                   |                     |           |              |

### Wasserressourcen
Südlich von Almaty, in Kirgisistan, liegt in den Tian-Shan-Bergen der große Yssykköl. Dieser See ist das beliebteste Ausflugsziel der Stadtbewohner. 70 km nördlich der Stadt befindet sich die Qapschaghai-Talsperre, die 1970 am Fluss Ili errichtet wurde. Mit einer Stauseefläche von 1847 km² dient sie als Hauptreservoir für die Versorgung der Metropole mit Trinkwasser.
In den nahen Bergen des Transili-Alataus entspringen zahlreiche Flüsschen, die das Stadtgebiet durchqueren, darunter Ülken Almaty und Kitschi Almaty.

### Flora und Fauna

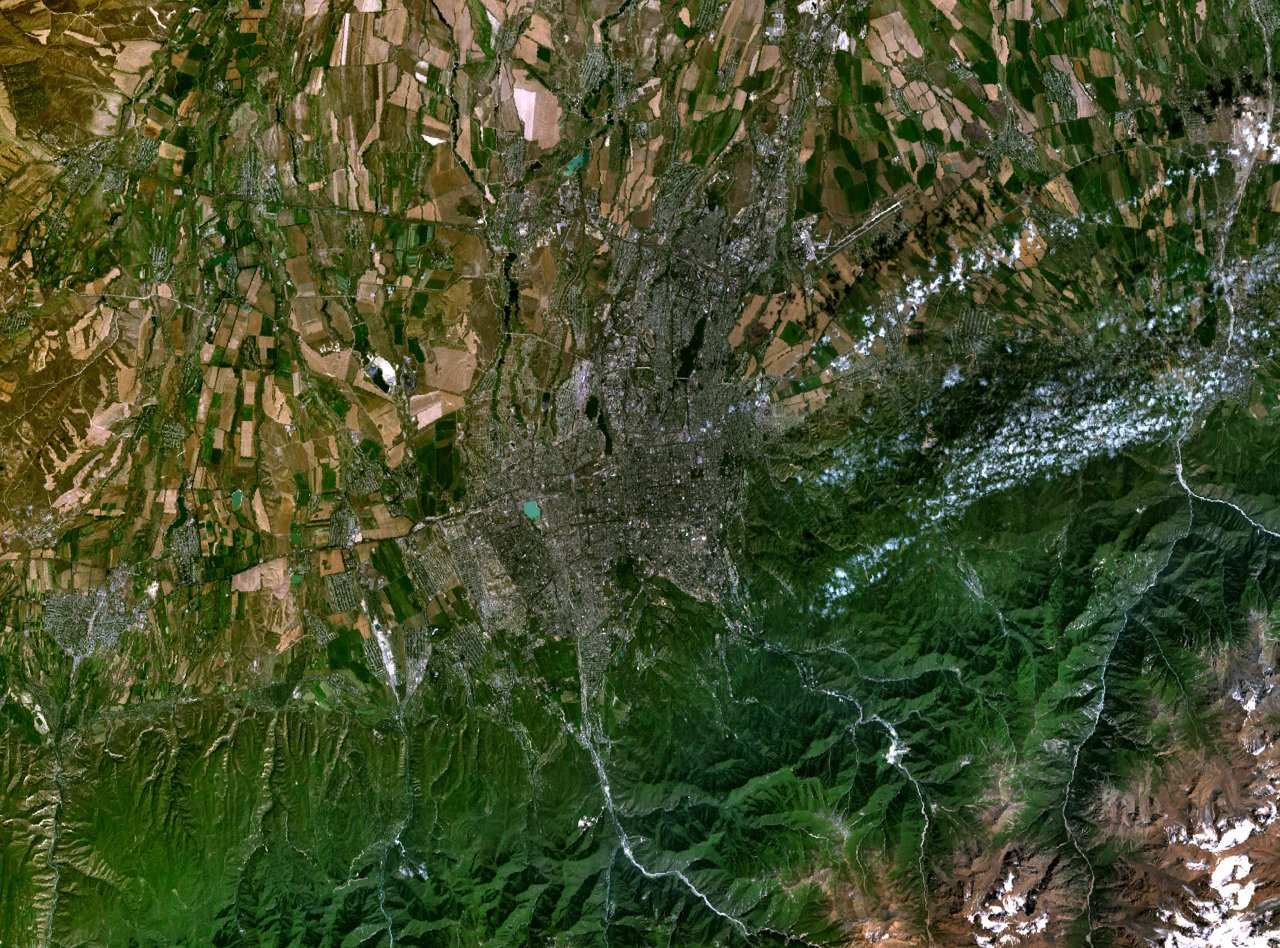
Landsat-Aufnahme von Almaty und Umgebung

Die Stadt umgeben zahlreiche blühende Gärten (vor allem natürliche Apfelbaumgärten), Obst-, Getreide-, Tabak- und Melonenplantagen sowie Weinberge. Im Gebirgsvorland finden sich Haine mit Aprikosen, Weißdorn und Wildapfel. Etwas höher beginnen stammdichte Nadelwälder, Alpenwiesen und schließlich die schneebedeckten Eisgipfel. In den Parks und Gärten der Stadt wurden von Beginn an Pflanzen und Bäume aus allen Ecken der Welt angepflanzt und so gedeihen in Almaty und Umgebung bis heute Arten aus Nordamerika, der Krim, dem Kaukasus und aus Fernost.
Auch das Tierreich um Almaty ist artenreich. Außer den üblichen Nagetieren leben in den Bergwäldern Bären und große Katzen wie Luchse sowie das Wappentier der Stadt, der Schneeleopard. Den Tian-Shan bewohnen zudem Bergziegen und -schafe (Arhare). In den Steppenregionen trifft man auf Wölfe, Rot- und Steppenfüchse. Wechselkröten (Bufotes viridis, wiss. nicht mehr gültig Bufo viridis) besiedeln hier sowohl die Steppe als auch Gärten und Parkbezirke um Almaty.
Um die außergewöhnliche Flora und Fauna des Transili-Alataus (Zalij-Alatau) zu bewahren, wurde 1935 das „Naturschutzgebiet von Almaty“ gegründet.

### Klima
Almaty hat ein ausgeprägtes Kontinentalklima mit großen Tagestemperaturschwankungen. Da die einzelnen Bezirke sich hinsichtlich ihrer Höhenlage erheblich unterscheiden, liegen sie in verschiedenen Klimazonen. So kann an verschiedenen Enden der Stadt am selben Tag ein völlig anderes Wetter herrschen.
Trotz des Kontinentalklimas ist das Klima von Almaty wesentlich milder als das in Nord- oder Zentralkasachstan. Die sommerliche Hitze wird durch die recht hohe Lage der Stadt (650–950 m über NN) gedämpft. Auch in Sommernächten kann es daher ziemlich kühl werden.
Die Winter sind in der Regel schneereich, wobei die Kälte wiederum aufgrund von warmen Luftströmungen aus den Wüsten Zentralasiens gedämpft wird.
Die in der Stadt ständig sichtbaren Berge sind – auch in den Sommermonaten – stets mit Eis und Schnee bedeckt. Wenn im Frühjahr das Tauwetter einsetzt, fließen große Mengen Schmelzwasser von den Bergen in die Stadt, weswegen Almaty für seine vielen kleinen Flüsse und Bäche bekannt ist. Das Wasser wird in zahlreichen Gräben entlang beinahe jeder Straße abgeleitet, wodurch das Stadtklima im Sommer angenehm beeinflusst wird.
Die mittlere jährliche Niederschlagsmenge beträgt 656 mm; der Temperaturdurchschnitt im Juli liegt bei 23,7 °C, im Januar bei
−5,4 °C; der Jahresdurchschnitt beträgt 9,4 °C. Die höchste je gemessene Temperatur betrug 41,7 °C (im Juli 1997), die niedrigste −37,7 °C (im Februar 1951).
|                        | Jan  | Feb  | Mär  | Apr  | Mai  | Jun  | Jul  | Aug  | Sep  | Okt  | Nov  | Dez  |   |      |
| Mittl. Temperatur (°C) | −5,4 | −4,1 | 1,7  | 11,4 | 16,1 | 21,0 | 23,7 | 22,3 | 17,2 | 9,5  | 2,0  | −2,7 | ⌀ | 9,5  |
| Mittl. Tagesmax. (°C)  | 0,3  | 1,4  | 7,0  | 17,4 | 22,1 | 27,2 | 30,0 | 28,9 | 24,1 | 16,1 | 7,6  | 2,6  | ⌀ | 15,5 |
| Mittl. Tagesmin. (°C)  | −9,3 | −8,2 | −2,6 | 5,9  | 10,5 | 15,2 | 17,8 | 16,3 | 11,1 | 4,2  | −2,0 | −6,3 | ⌀ | 4,4  |
|                        |      |      |      |      |      |      |      |      |      |      |      |      |   |      |
| Niederschlag (mm)      | 33   | 41   | 62   | 111  | 106  | 61   | 38   | 26   | 29   | 56   | 52   | 41   | Σ | 656  |
|                        |      |      |      |      |      |      |      |      |      |      |      |      |   |      |
| Sonnenstunden (h/d)    | 3,8  | 4,2  | 4,7  | 6,5  | 7,8  | 9,3  | 9,9  | 9,5  | 8,2  | 5,9  | 4,2  | 3,3  | ⌀ | 6,5  |
|                        |      |      |      |      |      |      |      |      |      |      |      |      |   |      |
| Regentage (d)          | 6    | 6    | 10   | 10   | 10   | 7    | 5    | 4    | 4    | 7    | 7    | 6    | Σ | 82   |
|                        |      |      |      |      |      |      |      |      |      |      |      |      |   |      |
| Luftfeuchtigkeit (%)   | 75   | 76   | 73   | 60   | 57   | 50   | 46   | 45   | 49   | 63   | 73   | 77   | ⌀ | 61,9 |

| −9,3 |

| −8,2 |

| −2,6 |

| 5,9 |

| 10,5 |

| 15,2 |

| 17,8 |

| 16,3 |

| 11,1 |

| 4,2 |

| −2,0 |

| −6,3 |

| −9,3 |

| −8,2 |

| −2,6 |

| 5,9 |

| 10,5 |

| 15,2 |

| 17,8 |

| 16,3 |

| 11,1 |

| 4,2 |

| −2,0 |

| −6,3 |

## Geschichte

### Almatu
Schon im 10. Jahrhundert v. Chr. gab es auf dem Territorium von Almaty Siedlungen von Menschen, wie die Funde diverser Bronzen von Ausgrabungsgebieten nördlich des Orts belegen. Seit dem 7. Jahrhundert v. Chr. finden sich kulturelle Spuren von Saken und Wusun. Das bekannteste und interessanteste Zeugnis der sakischen Kultur ist der „Altyn Adam“ der „Goldene Mensch“ von Issyk-Kurgan bei der Stadt Issyk, 48 km von Almaty entfernt. Hierbei handelt es sich um eine vollständig erhaltene, reich verzierte Rüstung aus Gold, die einem jungen sakischen Fürsten gehörte.
Die Ausgrabungen belegen, dass es auf dem Territorium von Almaty spätestens seit dem 10. Jahrhundert n. Chr. vier größere Siedlungen gab, von denen drei nach etwa zwei Jahrhunderten zur Stadt Almatu zusammenwuchsen. Dieser Name wird zum ersten Mal auf einem silbernen Dirham aus dem Jahr 684 (nach unserer Zeitrechnung 1285/86) erwähnt. Solche Münzen wurden in der Vorgängerstadt des heutigen Almaty während der mongolischen Herrschaft (Khanat Tschagatai) geprägt. Der Name Almatu erscheint außerdem in einigen arabischen Quellen und in Reisenotizen eines chinesischen Mönchs.
Im 14. Jahrhundert wurde die Stadt durch Mongolen (wahrscheinlich im Zuge der Unterdrückung einer Rebellion) fast vollständig zerstört. Da der Handel an der Seidenstraße – die Existenzgrundlage der Stadt – ebenfalls zum Erliegen kam, verkümmerten die Reste von Almatu im 16. Jahrhundert. Ihre Ruinen waren noch Mitte des 19. Jahrhunderts zu sehen, die Russen benutzten sie als Steingrube für die Stadt Werny.

### Werny

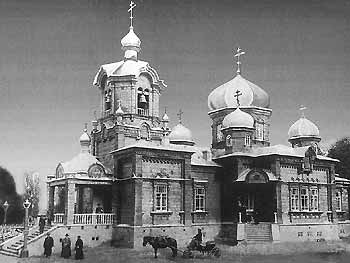
Kasaner Kathedrale im alten Werny

Bei der Erschließung Zentralasiens errichtete das Russische Reich mehrere Vorposten in der Region, um das Territorium zu sichern. Es war außerdem vertraglich zum Schutz der Kasachen gegen die Dschungaren verpflichtet.
Am 4. Februar 1854 gründete die Truppe unter dem Kommando von Major Michail Peremyschelski (russ. Михаил Дмитриевич Перемышельский) die Festung Wernoje („Die Treue“) als militärische Befestigungsanlage am Fuße des Transili-Alatau. Die Konstruktion der Anlage wurde bereits im Herbst des Jahres abgeschlossen; sie bestand aus einem fünfeckigen Bereich, der mit einem Holzzaun umgrenzt war und an dessen zentralem Platz sich die Trainingseinrichtungen befanden. Die Besatzung umfasste zu dieser Zeit 470 Offiziere und Soldaten. Am 1. Juli 1855 trafen in Wernoje die ersten vertriebenen Kasachen ein und wenig später wurde auch russischen Bauern gestattet, sich im Ort niederzulassen. Dies führte dazu, dass sich auch im nahen Umland der Festung Menschen niederließen: Die russischen Zuwanderer gründeten unweit der Festung die Staniza (Kosakensiedlung) Bolschaja Almatinskaja und unter dem Zuzug von tatarischen Handwerkern und Kaufleuten wurden die Siedlungen Malaja Almatinskaja and Tatarskaja (Taschkentskaja) sloboda errichtet. Im Mai 1859 erreichte die Einwohnerzahl bereits eine Größenordnung von 5000 Personen.
Am 11. April 1867 wurde der Festung und der umliegenden Bebauung das Stadtrecht verliehen. Gleichzeitig wurde sie in Almatinsk umbenannt, was in der Bevölkerung auf Ablehnung stieß und kurze Zeit später wieder rückgängig gemacht wurde. Die Stadt Werny (die Endung wurde entsprechend der russischen Grammatik geändert), deren Bevölkerung mittlerweile die Zahl von 10.000 übertraf, wurde zur Hauptstadt des Gebietes von Semiretschje (Siebenstromland), das das heutige Südost-Kasachstan und Teile Kirgisistans umfasste. Man teilte die Stadt in verschiedene Wohnbereiche auf, die wiederum den zwei neu geschaffenen Stadtbezirken zugeordnet wurden. Im Stadtzentrum befanden sich ein- und zweistöckige Gebäude, am Stadtpark (heute der Park der 28 Panfilowzy) wurden Verwaltungsgebäude und öffentliche Einrichtungen errichtet.
Am 1. Juni 1887 wurde Werny von einem Erdbeben innerhalb von rund zehn Minuten fast vollständig zerstört. Von 1700 Gebäuden hielt nur eines dem Beben stand. Unter Berücksichtigung der seismischen Gefahr wurde die Stadt innerhalb kurzer Zeit wieder aufgebaut, wobei durch den Gouverneur des Oblasts Semiretschje der Bau von Gebäuden nur aus Holz vorgeschrieben wurde, da diese einem Erdbeben eher standhalten könnten als jene aus Ziegelsteinen. Das nächste große Beben ereignete sich am 3. Januar 1911. Das Kemin-Erdbeben hatte eine Stärke von 7,8 Mw auf der Momenten-Magnitude und zerstörte in der Stadt rund 700 Gebäude.
Eine Beschreibung von Werny für das Jahr 1909 gibt folgenden Überblick über die Stadt:

„В Верном сосредоточены все областные учреждения Семиречья во главе с военным губернатором, и имеет местопребывание епископа туркестанского и ташкентского. Население города достигает 37 000 (26 000 – русские, остальные таранчи, дунгане, сарты, татары, киргизы); в нем имеется 2 100 домов, 9 церквей, 4 мечети, 18 учебных заведений, небольшой областной музей, 66 фабрик и заводов с 313 рабочими. Городские доходы составляют – 119.515 руб., расходы 119.113 р.“

„In Werny sind alle durch den Militärgouverneur geführten Regierungsinstitutionen des Oblasts Semiretschje konzentriert und es ist Sitz des Bischofs von Turkestan und Taschkent. Die Bevölkerung der Stadt beträgt 37.000 (26.000 – Russen, der Rest Taranchi, Dunganen, Sart, Tataren, Kirgisen); es gibt 2.100 Gebäude, 9 Kirchen, 4 Moscheen, 18 Bildungseinrichtungen, ein kleines Regionalmuseum, 66 Fabriken und Betriebe mit 313 Arbeitern. Städtisches Einkommen – 119.515 Rubel, Ausgaben 119.113 Rubel.“

Am Vorabend des Ersten Weltkriegs war Werny bereits eine prosperierende Stadt mit 62 Lehranstalten, Fabriken, Banken, einem Telegraphen und einem kleinen Telefonnetz. 1907 wurde die Heilige Auferstehungskathedrale fertiggestellt, das mit einer Höhe von 45 Metern lange Zeit größte Gebäude der Stadt. Die Bevölkerung zählte 1909 ungefähr 37.000 Menschen.

### Alma-Ata

#### In den 1920er und 1930er Jahren
Wie zahlreiche Städte im einstigen russischen Zarenreich wurde auch Werny von den Kommunisten umbenannt. Die Stadt bekam aber nicht den Namen eines bolschewistischen Führers, wie etwa die kirgisische Hauptstadt (Frunse, heute Bischkek). Werny gab man eine slawisierte Form seines früheren Namens. Es wurde nach den zwei Flüssen, an denen die Festung erbaut wurde, in Alma-Ata (russisch Алма-Ата) umbenannt. Man hat die kasachische Endung -tu bzw. -ty (Attributendung) irrtümlich als Wort „Ata“ – Vater, Opa verstanden. So wurde aus der „Äpfelstadt“ der „Vater der Äpfel“. Die Entscheidung wurde am 5. Februar 1921 getroffen. Die Bezeichnung ist jedoch im Kasachischen grammatisch falsch: „Alma-Ata“ ist nur eine Aneinanderreihung zweier Wörter, ohne sie in Beziehung zueinander zu setzen.
Bereits am 2. März 1927 beschlossen das Zentrale Exekutivkomitee und der Rat der Volkskommissare, die Hauptstadt der Kasachischen Sozialistischen Sowjetrepublik von Ksyl-Orda nach Alma-Ata zu verlegen. Gleichzeitig mit der Anbindung von Alma-Ata an die Turkestan-Sibirische Eisenbahn zogen die Regierungsbehörden im Mai 1929 in die neue Hauptstadt um. Mit der Verlagerung der Hauptstadt nach Alma-Ata trieben die kommunistischen Führer weitere große Infrastrukturprojekte in der Stadt voran, so wurde bereits 1935 der Flughafen Alma-Ata eröffnet und nur zwei Jahre später nahm die Straßenbahn ihren Betrieb auf. Die Regierung der Kasachischen SSR erstellte für Alma-Ata für die Jahre 1929 und 1930 einen Aktionsplan, in dem Investitionen in Höhe von 6,5 Millionen Rubel in das Wohnungswesen, 2,9 Millionen Rubel für die Errichtung von Verwaltungsgebäuden und 2,2 Millionen Rubel für Versorgungseinrichtungen vorgesehen waren. Das enorme Wachstum der Stadt, das sie seit ihrer Ernennung zur Hauptstadt zu verzeichnen hatte, richtete sich vor allem in nördliche Richtung hin zum Bahnhof Almaty-1 und nach Westen. Am 17. Januar 1928 wurde Leo Trotzki nach Alma-Ata verbannt. Von dort wurde er 1929 in die Türkei ausgewiesen.

#### Während des Zweiten Weltkriegs
1941 wurde der Stadtname im Kasachischen von Alma-Ata zu Almaty geändert, russisch blieb die Bezeichnung weiterhin Alma-Ata.
In den Kriegsjahren 1941–1945 wurden viele Fabriken, Behörden und Institute aus dem von der deutschen Wehrmacht besetzten Westen der Sowjetunion nach Zentralasien verlegt. Allein nach Alma-Ata wurden über 30 Industriebetriebe, 15 Hochschulen, 20 Forschungsinstitute und die Filmstudios von Moskau, Leningrad und Kiew verlegt. So kam es, dass fast alle sowjetischen Propagandafilme der Kriegszeit in Alma-Ata gedreht wurden. Währenddessen kämpften viele Stadtbewohner an der Front. 48 von ihnen wurden mit dem Abzeichen „Held der Sowjetunion“ geehrt. In Alma-Ata bestand das Kriegsgefangenenlager 40 für deutsche Kriegsgefangene des Zweiten Weltkriegs.

#### Nachkriegsjahre und Perestroika

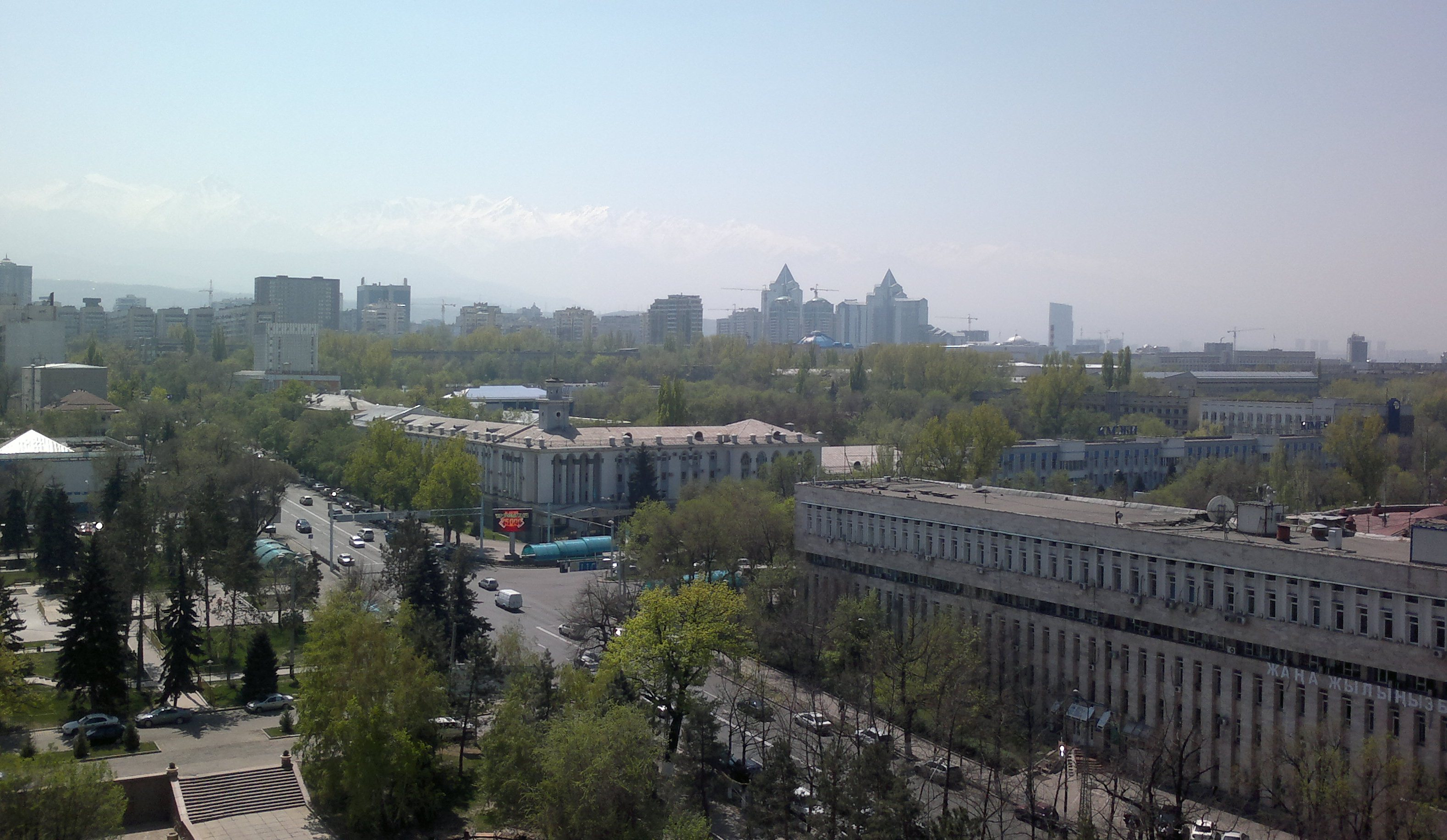
Blick auf das Zentrum der Stadt

Nach dem Krieg wuchs Alma-Ata in jeder Hinsicht schneller als je zuvor. Ein Jahr lang lebte dort Leonid Breschnew als Erster Sekretär des ZK Kasachstans, bevor er zum Generalsekretär der Partei aufstieg, und diese Bekanntschaft kam der Stadt während seiner Regierungszeit zugute. Am meisten wurde die kasachische Hauptstadt vom Republikoberhaupt Dinmuchamed Kunajew begünstigt, der von 1960 bis 1986 mit einer kurzen Unterbrechung regierte. Unter ihm bekam die Stadt im Wesentlichen ihr heutiges Aussehen und sie wurde zur Millionenmetropole. Der Name Kunajew weckt in Kasachstan selbst heute noch positive Assoziationen.
1978 trafen sich hier Delegationen von 123 Regierungen und 67 regierungsunabhängigen Organisationen zu einer WHO-Konferenz, die mit der Erklärung von Alma-Ata zu Basisgesundheitsversorgung und Gesundheitsförderung endete und den Grundstein für die Ottawa-Charta von 1986 legte.
Die Perestroika fing für Alma-Ata unter keinem guten Vorzeichen an. Im Dezember 1986 hatte das Plenum der ZK der Kasachischen SSR kurzerhand entschieden, Kunajew gegen Gennadi Kolbin auszutauschen, der das Land, die Leute und die Sprache nicht kannte. Daraufhin demonstrierten junge Leute auf einer Kundgebung gegen die Willkür des Zentralkomitees, die jedoch in einen Krawall ausartete (Scheltoksan-Unruhen). Es war die erste große Demonstration in der Sowjetunion seit zwei Jahrzehnten.
Die kommunistische Führung reagierte erst verspätet mit einer militärischen Aktion zur Niederwerfung der Demonstration – „Metel’ 86“ („der Schneesturm 86“). Hunderte von Menschen wurden verhaftet, zwei Jugendliche später als Anstifter erschossen. Das Zentralkomitee beschrieb die Proteste als einen nationalistischen Aufstand. Kunajew verstarb 1993.
Fast genau fünf Jahre nach der „Metel’ 86“, am 21. Dezember 1991, unterschrieben hier die Staatschefs der 12 Sowjetrepubliken die Alma-Ata-Erklärung über die Schaffung der Gemeinschaft Unabhängiger Staaten (GUS) und besiegelten damit den endgültigen Zerfall der Sowjetunion. Alma-Ata wurde zur Hauptstadt der unabhängigen Republik Kasachstan.

### Almaty
1993 wurde die Stadt erneut umbenannt, in Almaty, das heißt Stadt der Äpfel oder der Apfelbäume.
Bald entschied sich die neue kasachische Führung, die Hauptstadt von Almaty nach Aqmola (heute Astana, früher Akmolinsk, Zelinograd und Nur-Sultan) zu verlegen. Das „Gesetz über den Sonderstatus von Almaty“ garantiert jedoch der Stadt den Erhalt einer besonderen Stellung als historisches Wissenschafts-, Kultur- und Finanzzentrum Kasachstans. In Almaty verblieben einige Regierungsorganisationen, 36 ausländische Botschaften und Konsulate, Vertretungen der UNO und UNESCO. Der Umzug der Hauptstadt wurde mit der Erdbebengefährdung der Region um Almaty und mit der Platzknappheit für neue Bauprojekte begründet. Eine Rolle spielte mit Sicherheit die demografische Situation im Norden Kasachstans, wo die Mehrheit der Bevölkerung russischstämmig ist. Dieses würde einer eventuellen Abspaltung entgegenwirken.
Dennoch bleibt Almaty ein wichtiges kulturelles, wissenschaftliches und wirtschaftliches Zentrum des Landes.
Während der Proteste in Kasachstan Anfang Januar 2022 war Almaty ein Schwerpunkt von gewalttätigen Unruhen. Am Nachmittag des 5. Januar wurde das Gebäude der Stadtverwaltung gestürmt und in Brand gesetzt, daneben gab es Angriffe auch auf andere Regierungsgebäude und Polizeiwachen. Aus verschiedenen Teilen der Stadt wurden Schusswechsel zwischen bewaffneten Menschen und Angehörigen von Polizei und Militär gemeldet. Am späten Abend wurde auch der Flughafen der Stadt von Demonstrierenden besetzt; es kam zu Plünderungen von Bankfilialen und Geschäften. In den folgenden Tagen brachten die Sicherheitsbehörden die Stadt im Rahmen einer „Anti-Terror-Operation“ wieder unter ihre Kontrolle; dabei sollen Angaben der Regierung zufolge allein in Almaty mehr als 100 Menschen getötet und hunderte weitere verletzt worden sein.

## Politik
Bis 1997 war Almaty Hauptstadt Kasachstans und des gleichnamigen Gebiets. Jetzt allerdings ist sie keines von beidem, denn die Hauptstadt wurde nach Aqmola (heute Astana) und die Gebietshauptstadt nach Taldyqorghan verlegt. Obwohl das Gebiet immer noch „Almaty Oblysy“ heißt, ist Almaty kein Teil davon. Sie ist eine autonome „Stadt mit Sonderstatus“, von denen es in Kasachstan noch zwei weitere gibt – Astana und Baikonur.

### Bürgermeister
Derzeitiger Bürgermeister (Äkim) von Almaty ist seit dem 24. Mai 2025 Darchan Satybaldy. Während sowjetischer Zeit stand der Stadtverwaltung der Vorsitzende des Exekutivausschusses vor. Nachfolgend die Bürgermeister der Stadt seit 1992:
| Amtszeit  | Name                     |
| --------- | ------------------------ |
| 1992–1994 | Samanbek Nurqadilow      |
| 1994–1997 | Schalbai Qulmachanow     |
| 1997–2004 | Wiktor Chrapunow         |
| 2004–2008 | Imanghali Tasmaghambetow |
| 2008–2015 | Achmetschan Jessimow     |
| 2015–2019 | Bauyrschan Baibek        |
| 2019–2022 | Baqytschan Saghyntajew   |
| 2022–2025 | Jerbolat Dossajew        |
| seit 2025 | Darchan Satybaldy        |

### Städtepartnerschaften
Almaty unterhält 16 Städtepartnerschaften mit Städten in Afrika, Asien, Europa und Nordamerika. Die erste Städtepartnerschaft wurde 1989 mit Tucson in den Vereinigten Staaten geschlossen, die letzte 2004 mit dem bulgarischen Warna vereinbart. Außerdem unterhält der Stadtbezirk Medeu eine Partnerschaft mit Alpen am Niederrhein in Deutschland. In der folgenden Tabelle sind die Orte, mit denen Almaty Städtepartnerschaften eingegangen ist (geordnet nach Jahr der Abschließung), aufgelistet:
| Die Städtepartnerschaften Almatys | Die Städtepartnerschaften Almatys | Die Städtepartnerschaften Almatys | Die Städtepartnerschaften Almatys |
| --------------------------------- | --------------------------------- | --------------------------------- | --------------------------------- |
| Stadtwappen von Tucson            | Tucson                            | Vereinigte Staaten                | 1989                              |
|                                   | Rennes                            | Frankreich                        | 1991                              |
|                                   | Daegu                             | Südkorea                          | 1991                              |
|                                   | Moskau                            | Russland                          | 1994                              |
| Stadtwappen von Kasan             | Kasan                             | Russland                          | 1996                              |
|                                   | Sankt Petersburg                  | Russland                          | 1996                              |
|                                   | Bischkek                          | Kirgisistan                       | 1997                              |
|                                   | Minsk                             | Belarus                           | 1998                              |

| Die Städtepartnerschaften Almatys | Die Städtepartnerschaften Almatys | Die Städtepartnerschaften Almatys | Die Städtepartnerschaften Almatys |
| --------------------------------- | --------------------------------- | --------------------------------- | --------------------------------- |
|                                   | Vilnius                           | Litauen                           | 1998                              |
|                                   | Istanbul                          | Türkei                            | 1998                              |
|                                   | Riga                              | Lettland                          | 1998                              |
|                                   | Tel Aviv-Jaffa                    | Israel                            | 1999                              |
|                                   | Budapest                          | Ungarn                            | 2003                              |
|                                   | Alexandria                        | Ägypten                           | 2003                              |
|                                   | Ürümqi                            | Volksrepublik China               | 2003                              |
|                                   | Warna                             | Bulgarien                         | 2004                              |

## Bevölkerung

### Bevölkerungsstruktur
Seit 1981 ist Almaty eine Millionenmetropole, eine der größten Städte der ehemaligen Sowjetunion und nach Taschkent die zweitgrößte Stadt Zentralasiens. Rund 8 % der Bevölkerung Kasachstans lebt in Almaty. Das Bevölkerungswachstum betrug in den letzten Jahren ca. 0,6 %, die Sterblichkeitsrate wurde von der Geburtenrate um fast 30 % übertroffen. Zum 1. Januar 2015 lebten rund 1,642 Mio. Menschen in Almaty, von denen 0,75 Mio. männlich und 0,89 Mio. weiblich waren, wodurch sich ein Geschlechterverhältnis von dementsprechend etwa 45 zu 55 Prozent (m/w) ergab. Etwa 16 Prozent der Bevölkerung waren Kinder bis neun Jahre. Rund ein Viertel der Einwohner waren unter 20 Jahre alt. Zu den Aksakalen, wie die ehrbaren alten Männer und Frauen von über 80 Jahren in Kasachstan genannt werden, zählen ungefähr 1,5 %.
| Männer | Alterstufe | Frauen |
| ------ | ---------- | ------ |
| 2,9    | über 85    | 7,9    |
| 3,9    | 80–84      | 9,2    |
| 9,6    | 75–79      | 20,4   |
| 9,9    | 70–74      | 17,7   |
| 16,8   | 65–69      | 28,6   |
| 25,0   | 60–64      | 38,5   |
| 33,0   | 55–59      | 45,6   |
| 42,6   | 50–54      | 53,5   |
| 42,9   | 45–49      | 51,9   |
| 50,7   | 40–44      | 60,3   |
| 57,2   | 35–39      | 66,1   |
| 69,7   | 30–34      | 80,2   |
| 90,9   | 25–29      | 108,2  |
| 76,5   | 20–24      | 93,6   |
| 44,1   | 15–19      | 45,7   |
| 42,9   | 10–14      | 40,2   |
| 60,0   | 5–9        | 56,5   |
| 72,1   | 0–4        | 67,3   |

2003 sind 5630 Menschen ins Ausland verzogen, 839 davon nach Deutschland. Zugezogen sind 5496 Menschen, davon 1174 aus China und 46 aus Deutschland. Der Saldo der inneren Migration betrug + 18.658 Menschen.

### Nationalitäten
Almaty ist eine internationale und kosmopolitische Stadt, in der Vertreter von annähernd 120 Nationen leben. Bis vor kurzem stellten Russen die Mehrheit in der Stadtbevölkerung dar – was bei den meisten Großstädten Kasachstans der Fall war. In der Zarenzeit waren laut der ersten Bevölkerungszählung von 1897 sogar 58 % der Bewohner russisch. Die Kasachen kamen mit nur 8,2 % sogar erst an dritter Stelle hinter den Uiguren mit 8,7 %. Bedingt durch die geographische Nähe des Uigurischen Autonomen Gebiets Xinjiang in der Volksrepublik China, zählen sie auch heute noch zur drittstärksten Minderheit der Stadt.
Heute sind die Russen mit 33 % und die Kasachen mit 51,1 % vertreten. Traditionell leben im Umkreis von Almaty die Kasachen des Älteren Shus, Sippe Dshany des Stammes Dulat bzw. Sippen Tschibyl und Aikym des Stammes Schapraschty. In der Stadt selbst ist die Stammeszugehörigkeit der kasachischen Bevölkerung höchst unterschiedlich und teilweise gar nicht mehr ermittelbar. Außer den Uiguren sind viele andere Turkvölker vertreten, wie Aserbaidschaner, Türken, Tataren und die ostturkestanischen Dunganen oder Dschungaren. Stärkste slawische Minderheit nach den Russen sind die Ukrainer mit 1,2 %. Viertgrößte Bevölkerungsgruppe mit einem Anteil von 1,9 % in Almaty sind Koreaner, die in Kasachstan und anderen Staaten der ehemaligen Sowjetunion sich selbst auch als Korjo-Saram bezeichnen und unter Stalin aus dem russischen fernen Osten nach Zentralasien verschleppt wurden. Der Anteil der Deutschen beträgt nur noch 0,6 %. Vor 15 Jahren gab es weitaus mehr Deutsche in Almaty, doch auch damals zählten sie kaum mehr als 3 %, denn deren Hauptsiedlungsgebiete waren vorwiegend Nord- und Zentralkasachstan.

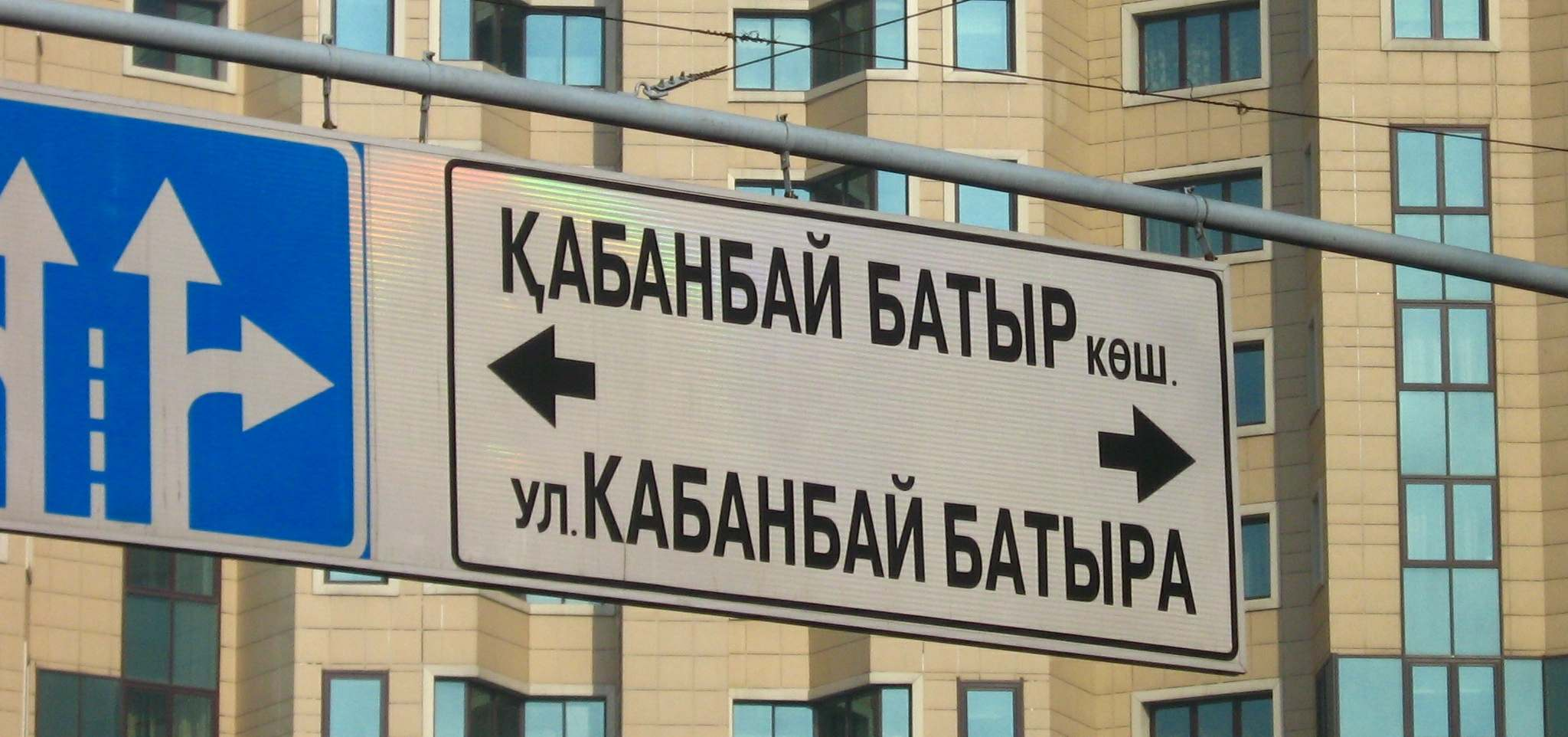
Die Beschilderung in der Stadt ist meist zweisprachig, Russisch und Kasachisch

Bei diesen Zahlen ist die starke zwischenstaatliche Migration zu beachten, die durch den Fall der Sowjetunion ausgelöst wurde. Nach deren Auflösung haben viele Russen, Ukrainer, Deutsche und Juden die Stadt und häufig auch das Land verlassen. Seit dem Ende der 1990er Jahre stabilisierte sich die Wirtschaftslage jedoch und die Migration ebbte deutlich ab. In den letzten Jahren kehrte sich der Trend sogar vollständig um, es wanderten zahlreiche Menschen aus ärmeren ehemaligen Sowjetrepubliken nach Almaty ein.
Die Hauptverkehrssprache ist, wie in den meisten Teilen Kasachstans, Russisch. Die Regierung bemüht sich seit der Unabhängigkeit aber, die kasachische Sprache ebenso wieder in der Bevölkerung zu verbreiten. Straßenschilder oder offizielle Dokumente sind meist zweisprachig. Daneben sind auch die Sprachen der jeweiligen Minderheiten in der Stadt verbreitet.

### Einwohnerentwicklung
Almaty hat heute rund 1,9 Millionen Einwohner und ist somit die größte Stadt Kasachstans. Hatte die Stadt zur Zeit ihrer Gründung nur rund 400 Einwohner, stieg ihre Bevölkerungszahl bis zum Mai 1859 bereits auf 5.000 Einwohner an. In den folgenden Jahren stieg die Einwohnerzahl weiter an und erreichte 1913 bereits die Marke von 40.000 Einwohnern. Die Volkszählung 1926 ergab für das damalige Alma-Ata eine Bevölkerungszahl von 45.600 Menschen; nur 13 Jahre später zählte die Stadt mehr als 200.000 Einwohner. Seit 1982 ist Almaty eine Millionenstadt. Der rasante Bevölkerungsanstieg der letzten Jahre ist vor allem auf die Erweiterung der Stadtgrenzen zurückzuführen, wodurch viele umliegende Orte ins Stadtgebiet eingegliedert wurden und die Einwohnerzahl im Jahr 2014 um beinahe 150.000 zunahm.
| Jahr  | Einwohner |
| ----- | --------- |
| 1854  | 400       |
| 1859  | 5.000     |
| 1879  | 18.423    |
| 1913  | 40.000    |
| 1926  | 45.400    |
| 1939¹ | 222.000   |
| 1959¹ | 456.000   |

| Jahr  | Einwohner |
| ----- | --------- |
| 1970¹ | 665.000   |
| 1979¹ | 899.700   |
| 1989¹ | 1.071.900 |
| 1999¹ | 1.129.400 |
| 2000  | 1.130.439 |
| 2001  | 1.128.759 |
| 2002  | 1.132.424 |

| Jahr  | Einwohner |
| ----- | --------- |
| 2003  | 1.149.641 |
| 2004  | 1.175.208 |
| 2005  | 1.209.485 |
| 2006  | 1.247.896 |
| 2007  | 1.287.246 |
| 2008  | 1.324.739 |
| 2009¹ | 1.361.877 |

| Jahr | Einwohner |
| ---- | --------- |
| 2010 | 1.390.701 |
| 2011 | 1.413.526 |
| 2012 | 1.449.801 |
| 2013 | 1.475.429 |
| 2014 | 1.507.509 |
| 2015 | 1.642.300 |
| 2016 | 1.703.481 |

| Jahr | Einwohner |
| ---- | --------- |
| 2017 | 1.751.308 |
| 2018 | 1.801.713 |
| 2019 | 1.854.556 |
| 2020 | 1.916.782 |

¹ Volkszählungsergebnis

### Religionen
Die meisten Kasachen sind Muslime und gehören der sunnitischen Glaubensrichtung an. Der Großteil der Kasachen nahm ab dem 14. Jahrhundert unter dem Einfluss der Goldenen Horde den Islam an. Im Zusammenhang mit der Perestroika kam es Ende der 1980er Jahre auch bei den Muslimen Kasachstans zu einem Reformprozess. Im November 1989 kamen zahlreiche Imame in Almaty zusammen und gründeten die „Geistliche Verwaltung der Muslime Kasachstans“ (Dukhovnoe upravlenie musul'man Kazakhstana DUMK). Die Delegierten der DUMK wählten im Januar 1990 fünf Qazis, von denen einer für Almaty zuständig war. Die DUMK gründete außerdem 1990 ihr Höheres Islamisches Institut in Almaty, das eine zweijährige religiöse Ausbildung anbot, die im Jahre 1996 bereits 300 Studenten durchlaufen hatten. Die DUMK errichtete darüber hinaus im Stadtgebiet neue Moscheen, so auch die große Zentralmoschee, die 1997 eröffnet wurde. In den 1990er Jahren kam es bei den Muslimen Kasachstans zu einer Annäherung an die arabisch-islamischen Staaten. So unterstützten bereits 1997 arabische Stiftungen den Aufbau der Kasachisch-Arabischen Universität und der Kasachisch-Kuwaitischen Universität in Almaty. Nachdem die DUMK ihr Höheres Islamisches Institut geschlossen hatte, eröffnete sie als Ersatz dafür im Jahre 2001 die Ägyptische Universität für Islamische Kultur Nur-Mubarak, ein Kooperationsprojekt mit dem ägyptischen Ministerium für religiöse Stiftungen. Diese Hochschule beherbergt ebenfalls eine Moschee.
Die meisten Christen in Almaty sind Mitglieder der Russisch-Orthodoxen Kirche. Die bedeutendsten russisch-orthodoxen Kirchengebäude sind die Anfang des 20. Jahrhunderts errichtete Christi-Himmelfahrt-Kathedrale, die eine der größten Sehenswürdigkeiten der Stadt ist, und die Nikolaus-Kathedrale. Almaty ist auch zweiter Sitz der russisch-orthodoxen Eparchie Astana und Almaty. In Almaty befindet sich außerdem eine Gemeinde der römisch-katholischen Kirche, die vorwiegend aus den deutschen und polnischen Minderheiten besteht. Die Stadt ist zudem Sitz des Bistums Allerheiligste Dreifaltigkeit zu Almaty mit der Dreifaltigkeitskathedrale. Eine kleine Gemeinde der Armenisch Apostolischen Kirche wurde erst 1994 gegründet. Sie unterhält mit der Kirche des Heiligen Karapet eine von nur drei armenisch apostolischen Kirchen in ganz Zentralasien; die zwei anderen befinden sich in Samarkand und Taschkent in Usbekistan. Die Gemeinde gehört zur armenisch apostolischen Diözese Neu-Nachitschewan und Moskau.
Des Weiteren gibt es eine hohe Anzahl an evangelischen Freikirchen, deren Einfluss sich bereits im 19. Jahrhundert erkennbar machte. Die katholischen Gemeinden bestehen meist aus Deutschen und Polen, die nach dem Zweiten Weltkrieg dort ansiedelten.

## Kultur und Sehenswürdigkeiten
Das Kulturleben der südlichen Hauptstadt Kasachstans ist für zentralasiatische Verhältnisse außerordentlich reich und vielfältig.
Der Name bedeutet wörtlich Vater des Apfels, die Stadt ist bekannt für ihre Äpfel. Insbesondere die Sorte Aport gilt als prestigeträchtig.

### Theater, Musik, Film

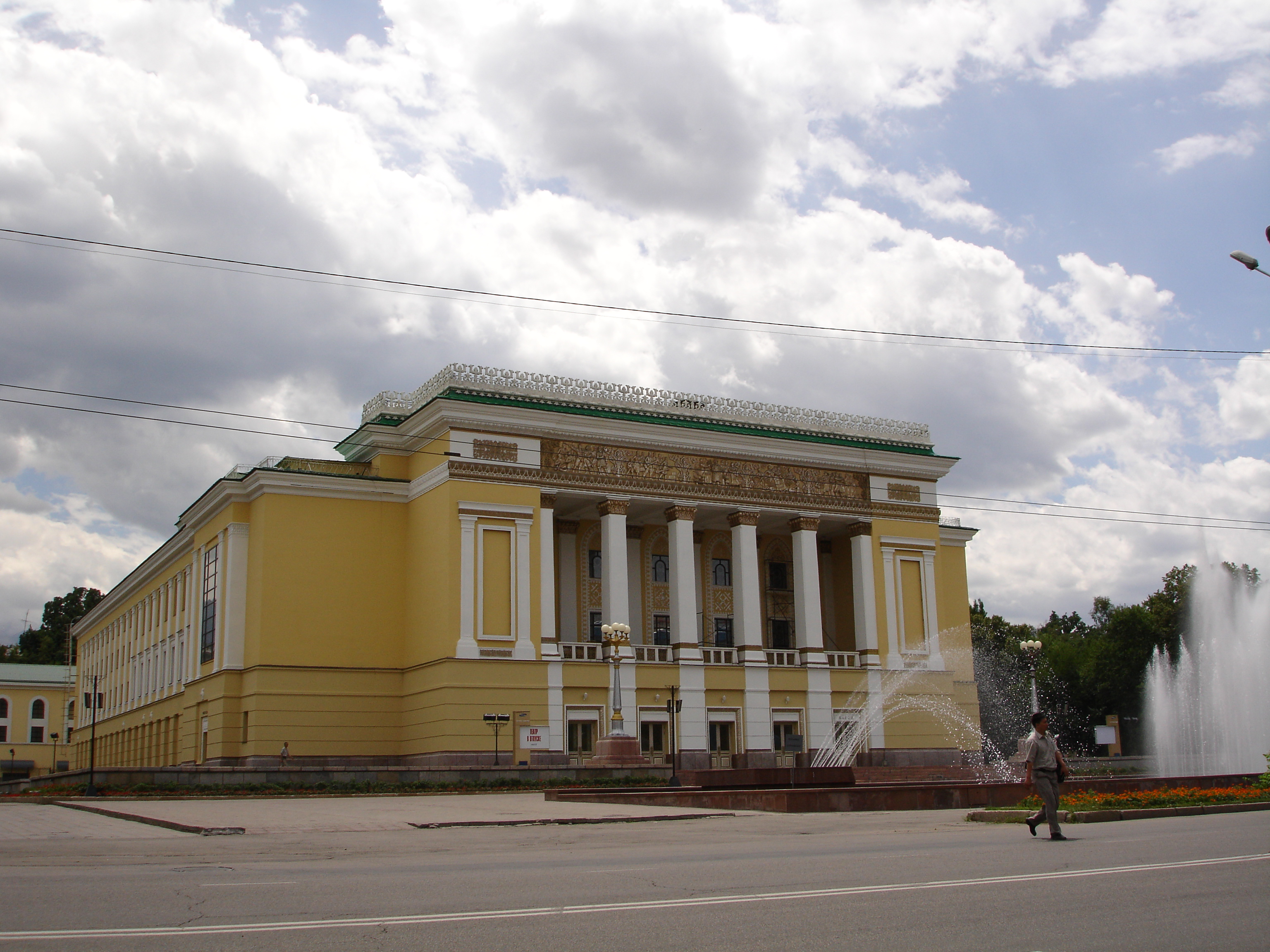
Das Abai-Opernhaus, erbaut von 1936 bis 1941 im Stil des Neoklassizismus

Von den Theatern besitzt die Stadt neun staatliche und sieben nichtstaatliche. Das Staatliche Akademische Theater für Oper und Ballett, das den Namen Abai – nach Abai Qunanbajuly – trägt, ist das älteste und bedeutendste nicht nur der Stadt, sondern auch der Republik. Erwähnenswert sind außerdem noch das Staatliche Akademische Äuesow-Theater, das Staatliche Akademische Lermontow-Theater für Drama, das Theater 'Nowaja Szena', die Nationalen Theater der Russen, Deutschen, Koreaner und Uiguren, sowie drei Puppentheater.
- In der Kasachischen Staatlichen Shambyl-Philharmonie kann man den Konzerten des Staatlichen Symphonieorchesters, des Staatlichen Blasorchesters, des Staatlichen Ethnographischen Orchesters, des Qurmanghazy-Orchesters für Volksmusikinstrumente und der Baikadamow-Chorkapelle beiwohnen. Darüber hinaus gibt es einige städtische Orchester und Ensembles wie das Symphonische Orchester des Akim von Almaty, das Ballett „Samruk“, die Ensembles „Saltanat“, „Gulder“, „Sasgen Sasy“ und andere.
- Kasachfilm Studio: In Almaty ist das einzige staatliche Filmstudio Kasachstans, 'Kasachfilm', wo in jüngster Zeit das monumentale historische Epos „die Nomaden“ von Ilias Jessenberlin verfilmt wurde. Im Vergleich zu den Sowjetzeiten ist die Aktivität des Filmstudios allerdings gesunken.
- Der Kulturpalast der AChBK wurde geschlossen.

In Almaty wurde 2017 eine dem Film Igla (russisch: Игла) gewidmete Gasse eröffnet: Auf einem mit Steinen gesäumten Weg wurden Metallplatten mit Zitaten des berühmten russischen Sängers Wiktor Zoi verlegt. Am 21. Juni 2018 wurde am Anfang dieser Gasse ein Denkmal für Wiktor Zoi eröffnet.

### Museen

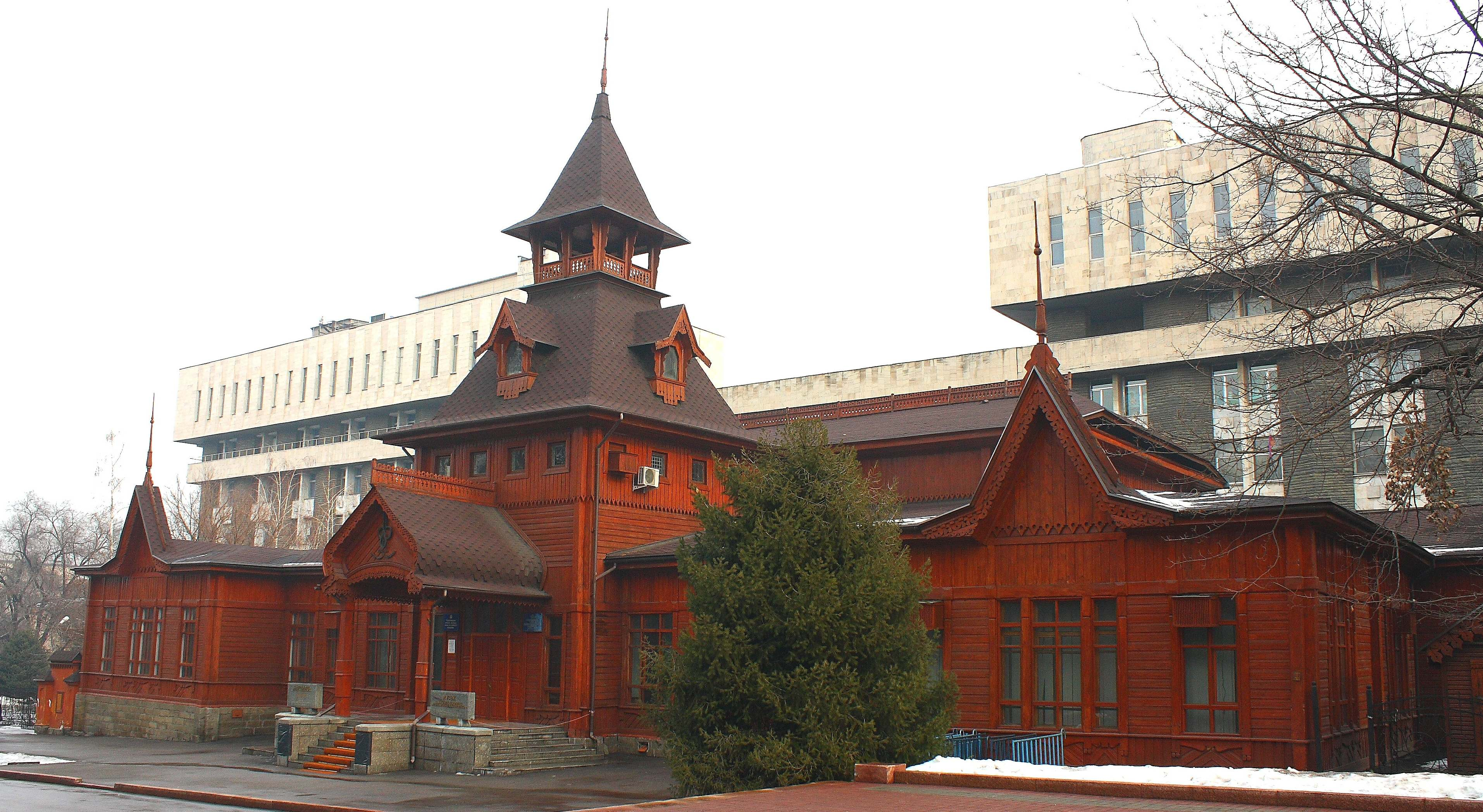
Ykylas-Museum der Volksmusikinstrumente

Das Zentrale Museum der Republik Kasachstan ist eines der ältesten und größten Museen in Kasachstan. Gegründet wurde es 1931 und war zuerst im Gebäude der geschlossenen Christi-Himmelfahrt-Kathedrale untergebracht. Das Museum beschäftigt sich mit der Geschichte des Landes. Ein weiteres bedeutendes Museum ist das Staatliche Kastejew-Museum der Künste. Mit rund 22.000 Kunstgegenständen ist es eines der größten Kunstmuseen in Zentralasien. Die Sammlung umfasst vor allem Exponate aus Kasachstan und Russland aber auch aus Europa und Asien. Das Yqylas-Museum für Volksmusikinstrumente befindet sich am Park der 28 Panfilowzy und ist in einem historischen Gebäude aus dem Jahr 1908 untergebracht. Ausgestellt werden hier hauptsächlich kasachische Musikinstrumente, daneben gibt das Museum auch Einblick in die Entstehung der kasachischen Volksmusik. Das Museum Almaty wurde erst 2001 eingerichtet und beschäftigt sich mit dem historischen und kulturellen Erbe der Region Schetissu. Die Sammlung umfasst etwa Haushaltsgegenstände verschiedener Epochen und Kulturen, Numismatik, Fotos und Dokumente. Das Republikanische Buchmuseum ist ein Museum für Literaturgeschichte und das Verlagswesen Kasachstans. Es verfügt über eine Sammlung von mehr als 500 seltenen Büchern und Manuskripten vom 18. bis 20. Jahrhundert.
2010 wurde im Gebäude der Akademie der Wissenschaften ein Wissenschafts- und Museumszentrum eingerichtet, das mehrere Museen unter einem Dach vereint. Das Archäologische Museum Kasachstans wurde 1973 gegründet und zeigt in seiner Ausstellung alle Perioden der alten Geschichte Kasachstans von der Steinzeit bis zum Mittelalter. Es zeigt einzigartige Materialien von großer Bedeutung aus Ausgrabungen von Grabstätten der Bronzezeit und aus den mittelalterlichen Städten im Süden Kasachstans. Seit 2012 befindet sich auch das Naturmuseum Kasachstans hier. Hier werden versteinerte Überreste von Tieren und Pflanzen sowie Skelette von Dinosauriern und anderen Lebewesen gezeigt, die allesamt in Kasachstan gefunden wurden. Das Museum für die Geschichte der kasachischen Wissenschaft beschäftigt sich mit den Werken mittelalterlicher Denker wie al-Fārābī, Ahmed Yesevi oder Mirza Muhammad Haidar Dughlat. Aber auch das Leben und Werk der kasachischen Pädagogen des 19. Jahrhunderts wie Ybyrai Altynsarin, Abai Qunanbajuly oder Schoqan Uälichanuly werden thematisiert. Das Museum der seltenen Bücher enthält historische, kulturelle und wissenschaftliche Manuskripte und Bücher, die in Kasachstan entstanden sind. Das Eisenbahnmuseum Almaty befasst sich mit der nationalen Eisenbahngeschichte.
Außerdem gibt es eine Reihe biografischer Museumshäuser, die sich mit dem Leben und Wirken bekannter kasachischer Persönlichkeiten beschäftigen. Das Hausmuseum Äuesow ist dem Schriftsteller Muchtar Äuesow gewidmet. Es gibt außerdem noch den Staatlichen Literatur- und Gedenkmuseumskomplex für Ghabit Müssirepow und Säbit Muqanow sowie Hausmuseen für den Schriftsteller Achmet Baitursynuly, den Maler Äbilchan Qastejew und den Politiker Dinmuchamed Kunajew.

### Weltliche Bauten
Das älteste noch erhaltene Gebäude der Stadt stammt von 1892. Dort residierte einst ein Kinderpflegeheim, heute ist dort das städtische Medizinkolleg. Im einst prunkvollen, reichen Stil erbaut ist das Geschäftshaus des Kaufmanns Gabdulwalijews, der heute den Namen „Kysyltan“ trägt. Typische Vertreter des russischen Kolonialstils des 19. Jahrhunderts sind die städtische Lehranstalt, das Jungengymnasium, das Mädchengymnasium und das Offiziershaus im Park der 28 Panfilowzy (heute: Museum der Volksmusikinstrumente).
In den 1930er und 1940er Jahren errichtete man viele ansehnliche Gebäude, darunter das Akademische Theater für Oper und Ballett und die ehemaligen Häuser der Regierung und des Finanzministeriums. Die Akademie der Wissenschaften, das Kinder- und Jugendtheater sowie der Bahnhof Almaty II folgten in den 1950er Jahren. 1970 wurde der Palast der Republik und in den späten 1970er Jahren das Hotel Kasachstan errichtet, das mit seinen knapp 130 Metern lange Zeit das höchste Gebäude Kasachstans war.
Der Fernsehturm Almaty auf dem Berg Kök-Töbe ist mit seinen 371,5 Metern eines der höchsten Bauwerke der Welt.
Jüngeren Datums ist der Nurly Tau Gebäudekomplex im Süden der Stadt. Nurly Tau 1 erreicht mit 28 Etagen eine Höhe von 109 Metern und ist damit das zweithöchste Gebäude Almatys.

Bauwerke in Almaty
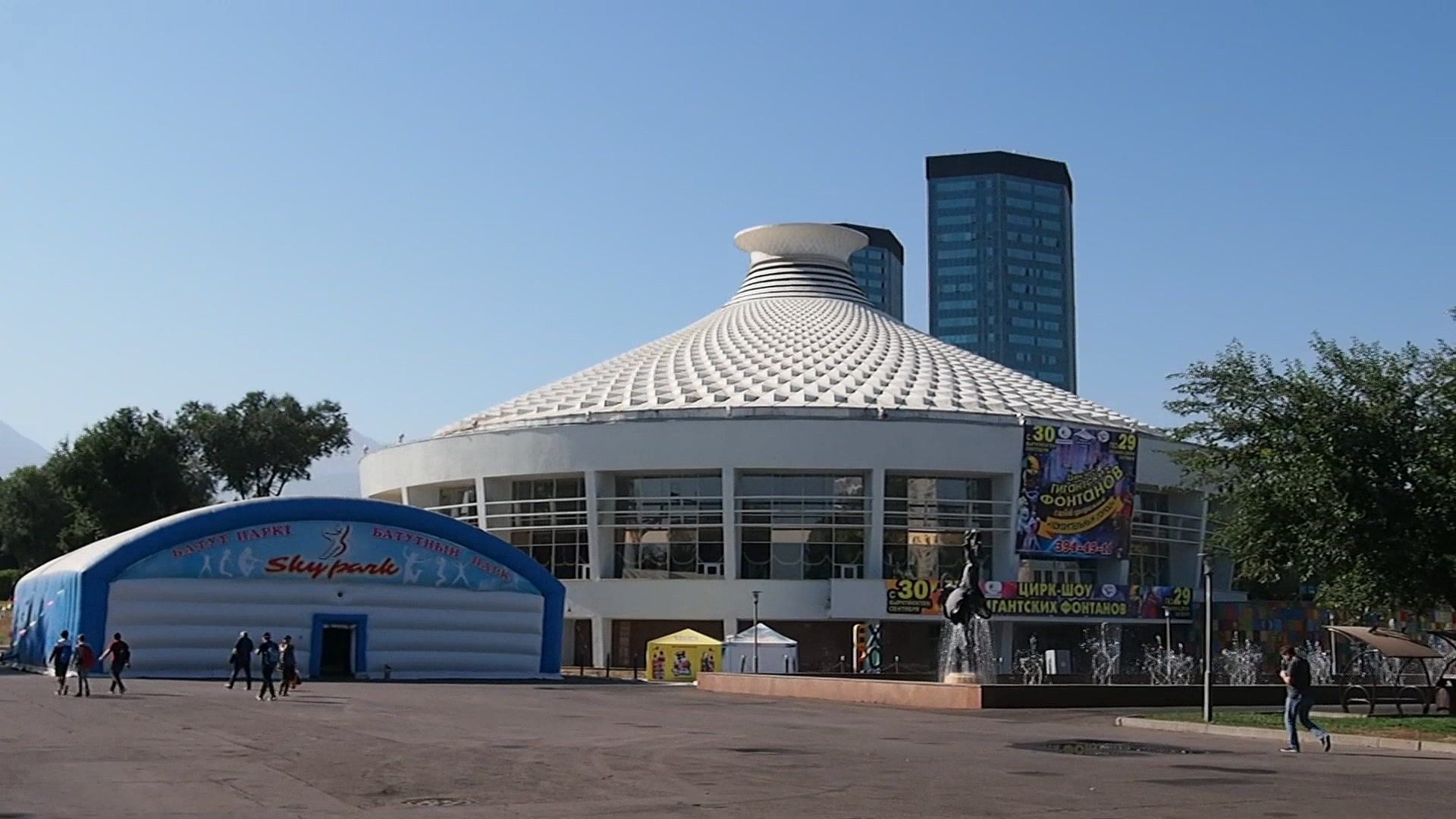
Zirkus Almaty

Almaty verfügt über 13 Ausstellungshallen und Kunstgalerien (Zentrale Ausstellungshalle, „Tengri-Umaj“, „Tribuna“, „Ular“, Art-Zentrum „Alma-Ata“, Salon der Kunst und Numismatik etc.) sowie 12 Kinos (darunter: das Filmtheater Arman). Der Zirkus Almaty ist der älteste Zirkus in Kasachstan.

### Sakralbauten

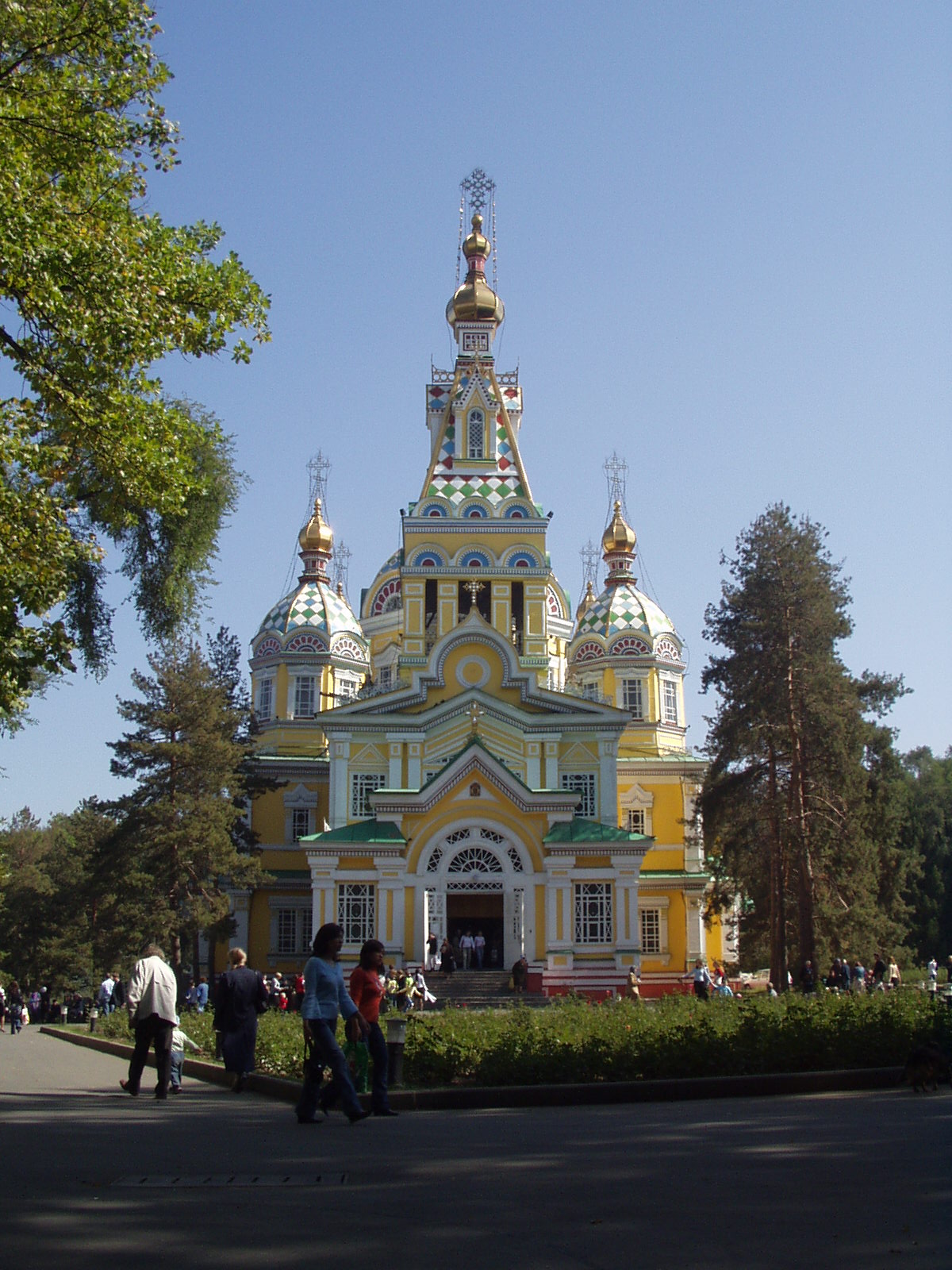
Christi-Himmelfahrt-Kathedrale

Die Hauptsehenswürdigkeit der Stadt ist die Heilige Christi-Himmelfahrt-Kathedrale (Sofienkathedrale von Turkestan), der 1907 erbaute Sitz des Bischofs von Turkestan. Die Kathedrale ist im „russischen“ Stil erbaut worden, deren Formen, Ornamente und die helle Farbenfröhlichkeit an die Terems erinnert, die alten russischen Paläste (ein Beispiel hiervon ist der Terem-Palast im Moskauer Kreml). Diese Kathedrale mit ihren Gewölben, Kuppeln, dem Glockenturm und einem System von Treppen und Galerien wird häufig mit der Basilius-Kathedrale in Moskau verglichen, der man die Züge des Barock verliehen hat. Die Kirche wurde in den russischen Katalog der 100 Weltwunder aufgenommen.
Die Kathedrale wurde vom Architekten A. P. Senkow geschaffen. Die Stadt Almaty (damals Werny) liegt in einem besonders erdbebengefährdeten Gebiet. Im Jahre 1887 geschah hier ein Erdbeben, das zehn Minuten dauerte und die ganze Stadt in Schutt und Asche legte. Damals merkte man, dass die Bauten aus Holz am wenigsten Schaden davontrugen, und so ist die Kathedrale vollständig aus Holz (genauer gesagt aus dem Tannenholz von Tian-Shan) errichtet worden. Senkow verwendete beim Bau nicht nur die neuesten architektonischen Erkenntnisse der damaligen Zeit, sondern er richtete sich auch nach historischen Vorbildern, wie die in seismisch aktiven Gebieten stehenden japanischen Pagoden. Das Ergebnis war, dass die Turkestan-Kathedrale als eines der wenigen Gebäude die zwei großen Erdbeben von 1910 und 1921 unversehrt überstand. Überraschenderweise ist die Kirche kein einziges Mal in Flammen aufgegangen und bleibt somit eine der wenigen vollständig erhaltenen hölzernen Sakralbauten der Welt.
Aus der Zarenzeit erhalten geblieben sind außer der Christi-Himmelfahrt-Kathedrale noch die Nikolaus-Kathedrale, die Peter-und-Paul-Kirche und die Kasaner Kathedrale. Die letzte ist in einem an ukrainisches Barock erinnernden Stil erbaut. In den 1990er Jahren wurde, in Anlehnung an die Moskauer Kathedralen, die orthodoxe Christus-Erlöser-Kathedrale erbaut. 2007 wurde die Sophienkathedrale neu erbaut. Im Norden der Stadt befindet sich die Paraskewi-Kirche.
Alle heute in Almaty stehenden Moscheen wurden erst in den 1990er Jahren erbaut. Besonders schön sind die Zentralmoschee, die Sultan-Kurgan-Moschee, die Moschee am Ryskulow-Prospekt, die Moschee im Orbita-Stadtviertel und die Nur-Mubarak-Moschee der Islamischen Universität. Die Tatarische Moschee des alten Werny ist hingegen nicht erhalten geblieben.
Des Weiteren gibt es eine moderne römisch-katholische Kathedrale der Heiligen Dreifaltigkeit.

### Sport

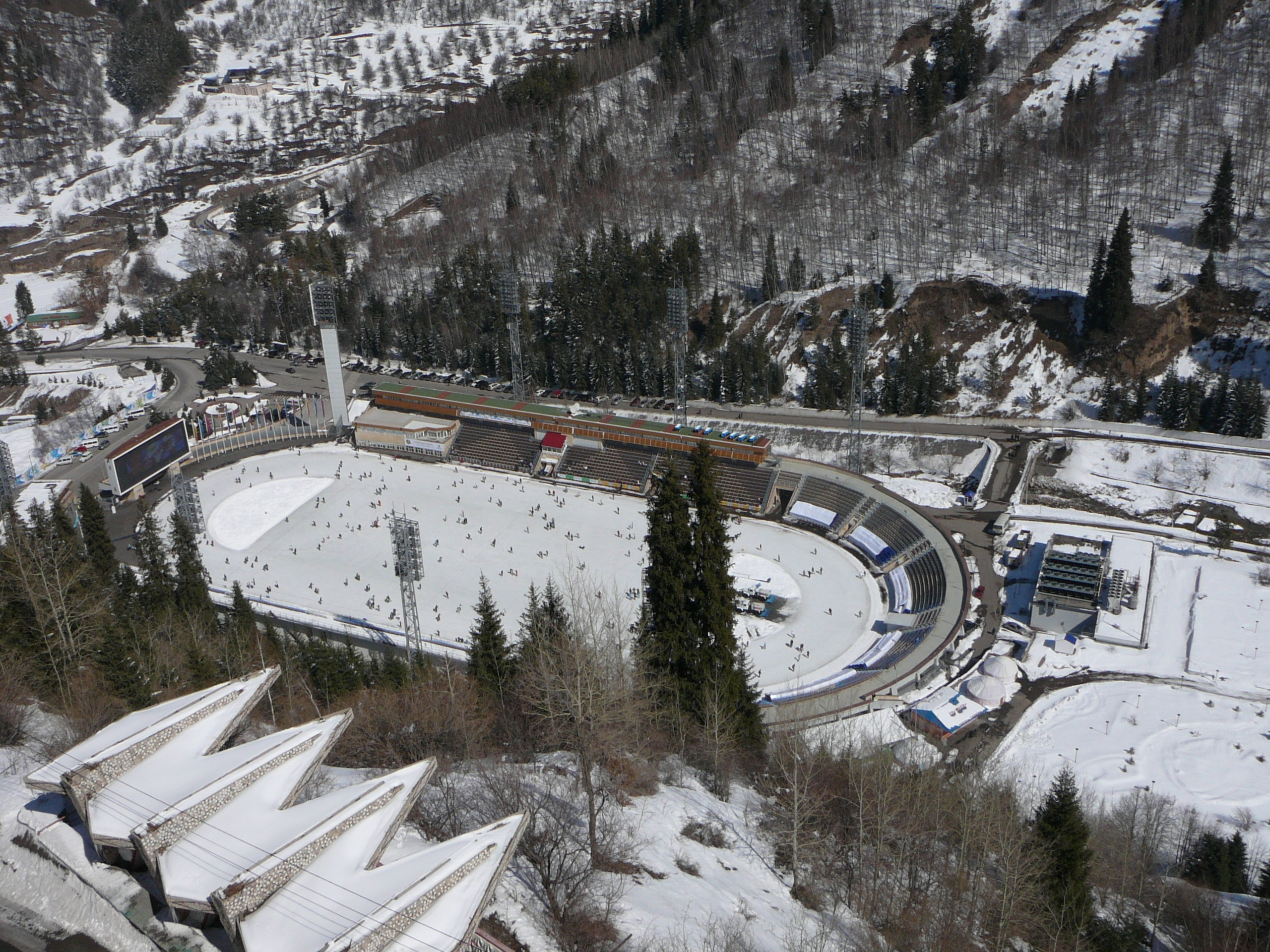
Medeo-Eisstadion

Der Fußballverein Kairat Almaty war zu Zeiten der Sowjetunion der Vorzeigeklub der Kasachischen SSR. Mit insgesamt 24 Spielzeiten in der höchsten Spielklasse der Sowjetunion ist Kairat Spitzenreiter für Mannschaften aus den zentralasiatischen Teilrepubliken und liegt in der ewigen Tabelle der Sowjetischen Liga auf dem vierzehnten Platz, knapp vor Pachtakor Taschkent. Heute nimmt der Verein am Spielbetrieb der Premjer-Liga teil, in der bereits zweimal die Meisterschaft gefeiert werden konnte. Darüber hinaus gewann Kairat siebenmal den Kasachischen Fußballpokal. Seine Heimspiele trägt der Verein im Zentralstadion von Almaty aus; er ist aus dem Sportverein Dinamo Alma-Ata hervorgegangen. In der zweiten kasachischen Liga ist die Stadt durch Zesna Almaty vertreten. In der Stadt sind auch die Frauenfußballmannschaft von CSHVSM Almaty und der Futsalverein MFK Kairat Almaty beheimatet.
Die Eishockeymannschaft HK Almaty nimmt an der Kasachischen Meisterschaft teil. Im Fraueneishockey wird die Stadt durch den Club Aisulu Almaty vertreten. Der Basketballverein BC Almaty spielt in der kasachischen National League.
Etwa 16 km südlich von Almaty befindet sich die international bekannte Eisschnelllaufbahn von Medeo. Die Bandy-Weltmeisterschaft 2012 wurde dort ausgetragen. Am 14. und 15. Februar 2015 fand in Medeo der WM-Grand-Prix von Kasachstan im Eisspeedway statt.
In Almaty befinden sich auch mehrere Skisprungschanzen. Ursprünglich gab es eine K 15, eine K 35, eine K 45 und eine K 70 Schanze, die aber abgerissen wurde. Für die Winter-Asienspiele 2011 wurden eine Normalschanze (K 95) und eine Großschanze (K 125) gebaut. Ende September 2010 wurden die beiden Schanzen mit einem Continental-Cup-Springen eröffnet. Beide Springen gewann der Pole Kamil Stoch. Am 30. August 2011 fand hier ein Sommer-Grand-Prix statt, den der Slowene Jurij Tepeš gewann. Der Schanzenkomplex heißt Gorney Gigant. Almaty bewarb sich um die Austragung der Nordischen Skiweltmeisterschaften 2019 sowie – ebenso vergeblich – um jene der Olympischen Winterspiele 1994, 2014 und 2022.

### Natur und Freizeit

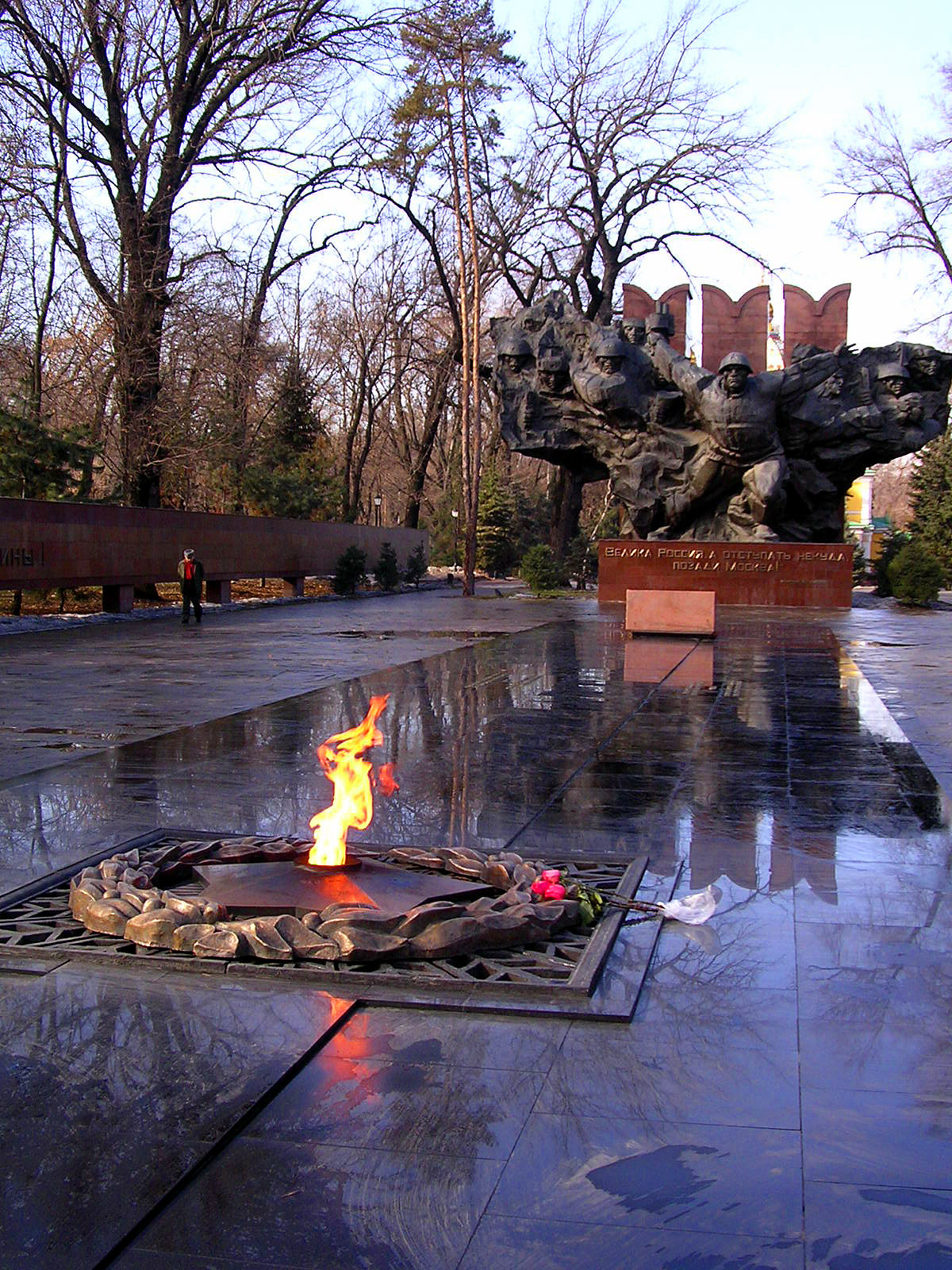
„Ewiges Feuer“ im Park der 28 Panfilowzy

Die Stadt der Äpfel besitzt zahlreiche Parks und Erholungsanlagen.
- Baum-Hain: Der älteste Park – Baum-Hain genannt – wurde noch in Zeiten des Russischen Reiches von einem deutsch-russischen Botanikerpaar angepflanzt.
- Zentraler Park für Kultur und Freizeit: Der Zentrale Park für Kultur und Freizeit, ehemals Gorki-Park, wurde kurz nach der Gründung der Stadt angelegt. Springbrunnen, Statuen, viele zum Teil exotische Blumen und Bäume, Minieisenbahn, ein See und die Bootsfahrten mit schneebedeckten Gipfeln des Tian-Shan im Hintergrund machen diesen Park zum beliebtesten Erholungsort in der ganzen Stadt. Heute sind dort viele Karussells und sonstige moderne Attraktionen wie z. B. ein Aqua-Park installiert. Der Park der 28 Panfilowzy befindet sich im Stadtzentrum.
- Erholungsparks: Von den modernen Erholungsparks nach dem Muster von Disneyland gibt es in Almaty noch drei weitere: Phantasiepark Ajja, Park 'Bobek' ,  und Park 'Family'.
- Zoo: Tierliebhaber können im großen Zoo von Almaty Elefanten, Nilpferde, Krokodile sowie viele andere Tierarten beobachten. Allerdings bewegt sich der Zoo nach westlichem Verständnis auf einem niedrigen Niveau. Viele Tiere sind in viel zu kleine Gehege und Käfige eingepfercht, werden ununterbrochen von den Besuchern mit ungeeigneter Nahrung versorgt und zeigen erhebliche Verhaltensstörungen.
- Wintergarten der Akademie der Wissenschaften: Exotische Pflanzen sind im Wintergarten der Akademie der Wissenschaften zu betrachten.

## Wirtschaft und Infrastruktur

### Wirtschaftliche Situation
Almaty ist das wirtschaftliche Zentrum Südkasachstans und neben Astana eines der wirtschaftlichen Zentren des Landes. Das Bruttoinlandsprodukt betrug im Jahr 2013 rund 42,6 Mrd. US-Dollar und betrug somit mehr als das Doppelte der Wirtschaftsleistung der Hauptstadt Astana. Der Anteil an der Gesamtwirtschaftsleistung Kasachstans belief sich auf 19 Prozent. Der überwiegende Teil der Wirtschaftsleistung stammt aus dem Dienstleistungssektor (hier vor allem Großhandel, Einzelhandel, Informations- und Kommunikationswesen, Transport und Lagerwesen sowie Immobilienwirtschaft) und nur rund zehn Prozent entfallen auf die Industrie. Der Landwirtschaftssektor hat mittlerweile keine Bedeutung mehr für die Wirtschaftsleistung von Almaty. Auch der Tourismus und das Finanzwesen tragen einen bedeutenden Teil bei; beinahe ein Drittel aller Beschäftigten im kasachischen Finanzsektor sind in Almaty beschäftigt. Der Stadt kommt als Verteilungszentrum für Güter und als Drehkreuz für internationale Organisationen und Unternehmen eine wichtige Rolle in der regionalen Wirtschaft zu.
Das monatliche Einkommen pro Kopf beträgt rund 169.000 Tenge und ist damit wesentlich höher als der Landesdurchschnitt. Die Anzahl der Erwerbstätigen in der Stadt im ersten Quartal 2016 betrug 889.047 Personen, was zu einer Arbeitslosenquote von 5,3 Prozent führt.
Die Struktur der industriellen Produktion sieht wie folgt aus:
| Produktionszweig                | Anteil |
| ------------------------------- | ------ |
| Lebensmittelproduktion          | 38,0 % |
| Maschinenbau                    | 15,4 % |
| Holz-, Papier- und Druckgewerbe | 10,3 % |
| Metallurgie                     | 10,3 % |
| Baustoffindustrie               | 7,6 %  |

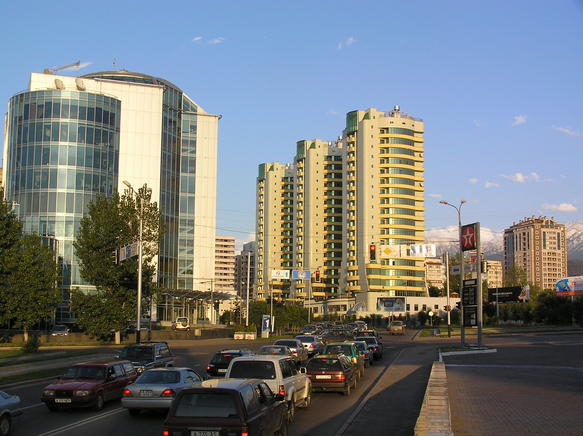
Geschäftsstraße in Almaty

Am 1. Januar 2005 waren in der Stadt 1668 Betriebe registriert, davon 168 Groß- und Mittelbetriebe, auf die fast 78 % der städtischen Produktion entfällt. Die Palette der erzeugten Industriegüter ist sehr breit. Die Nahrungsmittelindustrie produziert Tee, Weine, Süßwaren, Nudeln, Milch- und Fleischprodukte; in anderen Bereichen werden Waschmaschinen, Fernseher, Teppiche, Lederschuhe, Trikotagen, Ziegelsteine, Metallkonstruktionen und vieles mehr hergestellt.
Der Außenhandel umfasste 2004 5.294,6 Mio. US$, die Quote der Arbeitslosen lag bei 8,9 %, die Durchschnittslöhne erreichten 192 US$ pro Monat. Über 577.000 Menschen in der südlichen Hauptstadt waren 2003 erwerbstätig.
Das Mega Center Alma-Ata ist eines der größten Einkaufszentren in ganz Kasachstan. Zudem beherbergt Almaty das größte Einkaufszentrum in Zentralasien, die Aport Mall.
Almaty ist der größte Messestandort Kasachstans. Das Atakent Expo Exhibition Centre, in dem die Messen stattfinden, ist das einzige Messezentrum des Landes. Die bedeutendsten Messen, die in Almaty veranstaltet werden, sind die WorldFood Kazakhstan, die KazBuild, die Kazakhstan International Healthcare Exhibition, die Kazakhstan International “Oil & Gas” Exhibition, die MiningWorld Central Asia und die Kazakhstan International Tourism Fair.

### Ansässige Unternehmen
Ein wichtiger Wirtschaftszweig ist die Lebensmittelherstellung. So befinden sich die meisten bedeutenden Lebensmittelhersteller in der Stadt. Unter diesen sind Rakhat, der größte Süßwarenhersteller Kasachstans. Auch der Spirituosenhersteller Bacchus und RG Brands, ein Getränkehersteller, sind in Almaty ansässig.
Almaty ist auch Kasachstans wichtigster Finanzstandort und das Versicherungszentrum des Landes. So haben, wie die Kazkommertsbank, die Halyk Bank, die ATFBank und die BTA Bank, fast alle bedeutenden Kreditinstitute Kasachstans ihren Hauptsitz in Almaty.
Trotz der Verlegung der Hauptstadt nach Astana sind dennoch einige Staatsunternehmen wie etwa die Kazpost, Kazatomprom oder Air Astana in Almaty geblieben. Auch die Einzelhandelsunternehmen Meloman, die ABDI Company und Sulpak haben ihren Hauptsitz in Almaty.
Im Süden der Stadt befindet sich die Kasachische Börse, die einzige Börse neben der Astana International Exchange. Almaty ist ebenfalls Standort der meisten an der Börse gehandelten Unternehmen, wie etwa Kasachstan Kagazy, Almatyenergosbyt und KazTransCom.
Gleichzeitig ist die ehemalige Hauptstadt der größte Medienstandort des Landes. Zahlreiche kasachische Fernsehsender, Rundfunksender und Zeitungen sind in der Stadt angesiedelt.

### Verkehr

#### Nahverkehr

##### Busse

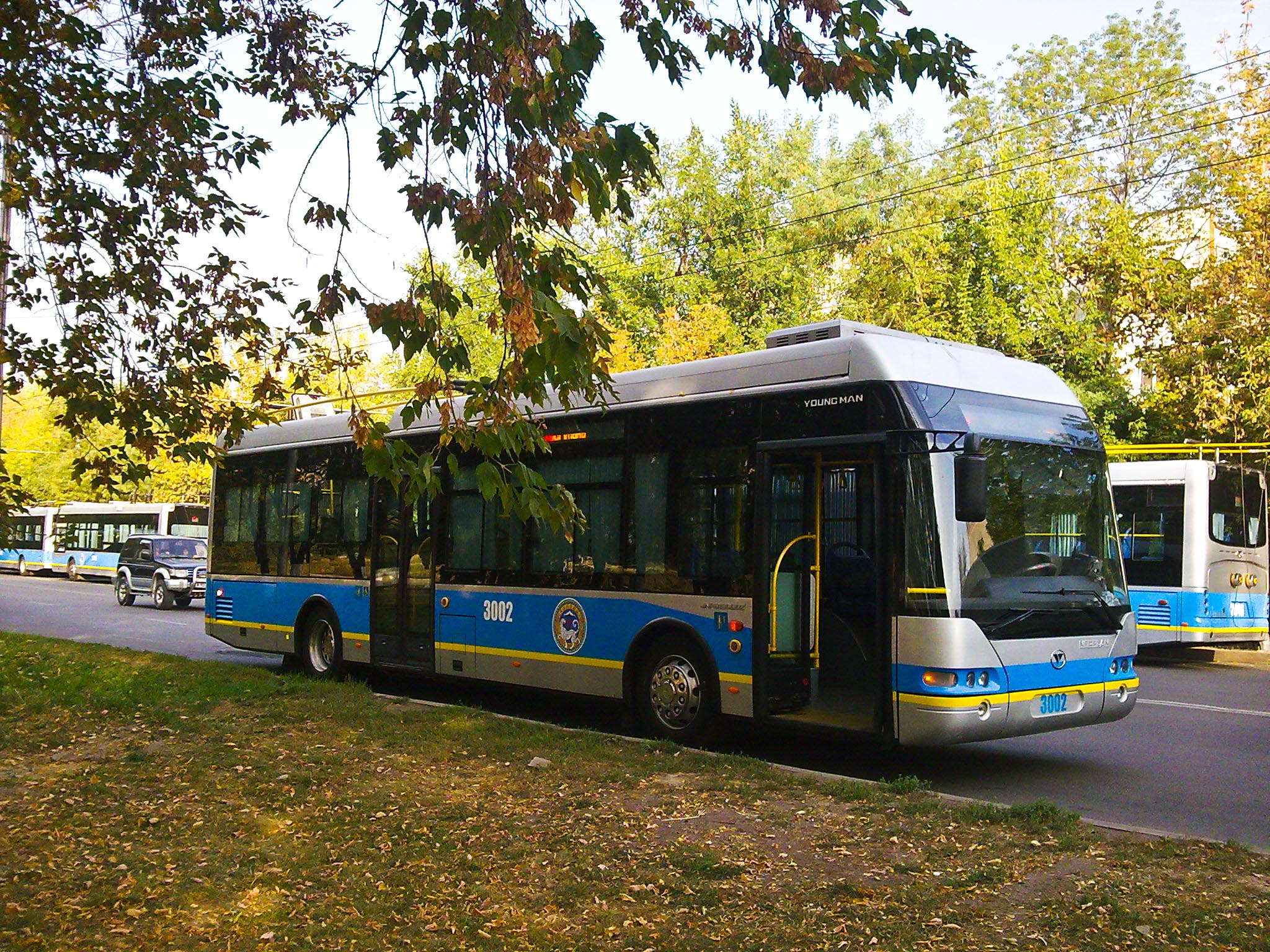
Oberleitungsbus in Almaty

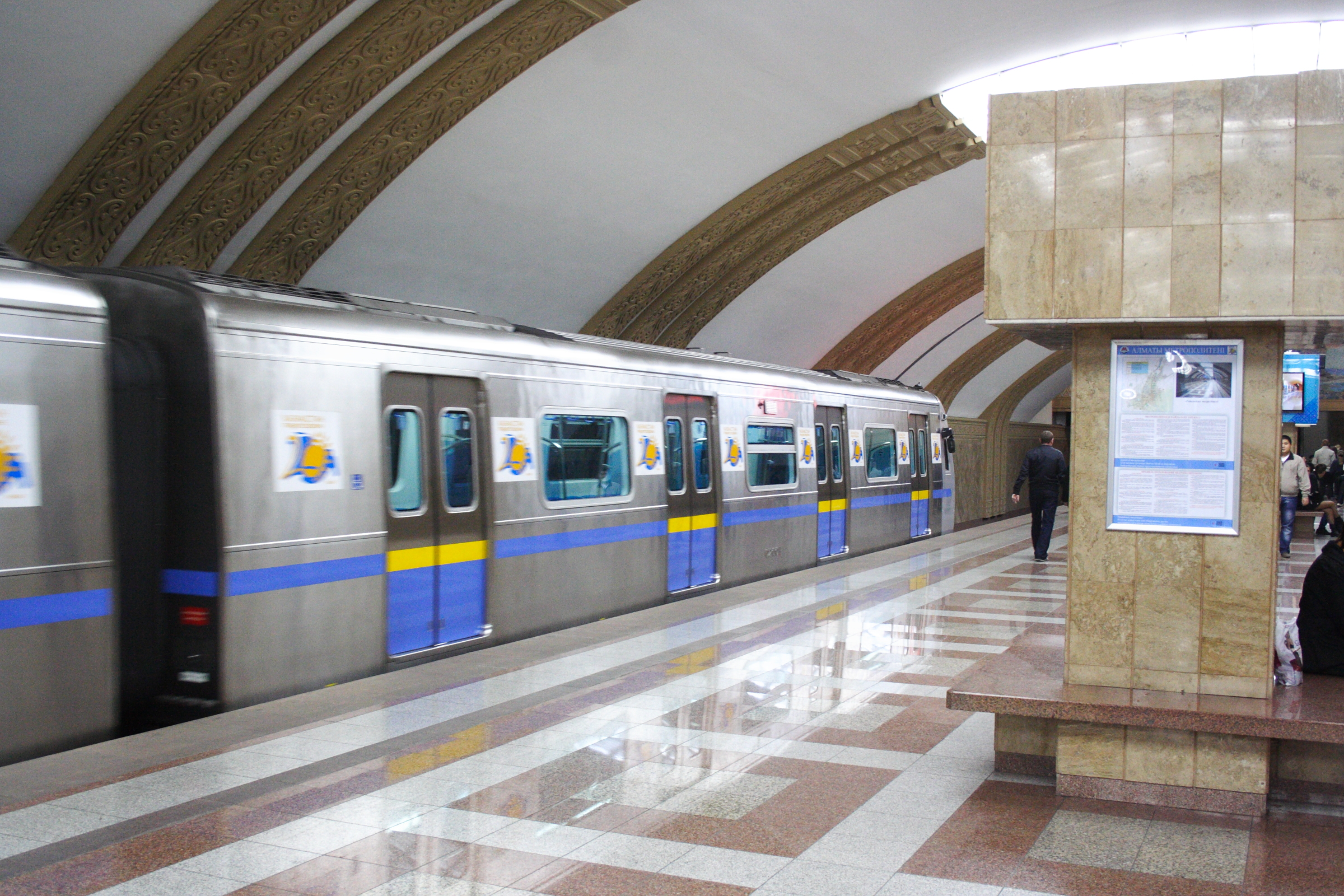
Zug der Metro Almaty in der Station Rajymbek batyr

Der öffentliche Nahverkehr in Almaty wird zum größten Teil durch das kommunale Unternehmen Almatyelektrotrans (AET) organisiert. Es betreibt mehr als 100 Buslinien sowie derzeit acht Oberleitungsbuslinien. Da nach dem Zerfall der Sowjetunion nicht genügend finanzielle Mittel für den Betrieb und die Unterhaltung der öffentlichen Verkehrssysteme bereitgestellt wurde, verschlechterte sich der Zustand des Oberleitungsbus- und Straßenbahnsystems zunehmend. So wurde das Liniennetz in den letzten Jahren stetig verkleinert, sodass von den ursprünglich 25 O-Bus-Linien nur noch acht in Betrieb sind. Der Großteil des ÖPNV wird nach wie vor durch die zahlreichen Busse erbracht, die mittlerweile vollständig privatisiert sind. Um die Kontrolle über die Entwicklung des innerstädtischen Transports zu verbessern, begann die Stadt in den späten 1990er Jahren das Bussystem an private Anbieter auszugliedern. Dies führte allerdings nur zu einer Verschlechterung der Qualität im Nahverkehr, da die privaten Betreiber oft kleine Fahrzeuge mit wenigen Sitzen einsetzten. Um dieser Entwicklung entgegenzuwirken, führte man 2005 strengere Anforderungen für Betreiber ein, um Minibusse aus dem städtischen Verkehr wieder zu verbannen. Unter Führung des Entwicklungsprogramms der Vereinten Nationen begann 2013 die Optimierung und Modernisierung des Transportsystems der Stadt, was unter anderem die Anschaffung neuer Busse und die Optimierung des Liniennetzes vorsieht. Von den beiden Busstationen Sairan und Saychat bestehen regionale und überregionale Verbindungen.

##### Oberleitungsbusse
Seit 1944 gibt es in Almaty, wie in vielen Städten der Sowjetunion auch, Oberleitungsbusse. In seiner größten Ausdehnung umfasste das Liniennetz des Oberleitungsbus Almaty eine Länge von 220 Kilometern auf 25 Linien; es wurde aber insbesondere in den 1990er Jahren massiv verkleinert und umfasst heute nur noch acht Linien. Nachdem in den letzten Jahren alle anderen Oberleitungsbussysteme in Kasachstan den Betrieb eingestellt haben, ist jenes in Almaty das letzte verbliebene System in Kasachstan.

##### Straßenbahnen
Bis 2015 betrieb AET auch ein Straßenbahnnetz, bestehend aus zwei Linien, deren Betrieb aufgrund maroder Infrastruktur und häufigen Unfällen mit Straßenbahnen bis auf weiteres eingestellt wurde.

##### U-Bahnen
Seit 2011 gibt es in der Stadt auch eine U-Bahn. Mit der Metro Almaty, deren Bau bereits 1988 begonnen hatte und deren Eröffnung mehrfach verschoben wurde, gibt es das erste Untergrundbahnnetz Kasachstans. Es verfügt über zunächst eine Linie mit neun Stationen, eine Erweiterung um zwei weitere Stationen wurde 2022 fertiggestellt.

#### Fernverkehr
Seit der Fertigstellung der Turksib (1930) ist Almaty auch per Zug erreichbar. Heute besitzt die Stadt zwei große Bahnhöfe, Bahnhof Almaty-1 und Bahnhof Almaty-2; außerdem noch einige kleinere Stationen der Regionalbahnen. Von Moskau erreicht man Almaty in vier Tagen ohne umzusteigen.

#### Luftverkehr
Seit 1935 besteht der Flughafen Almaty, er liegt etwa 18 km außerhalb des Stadtzentrums. 1977/78 führte von Alma-Ata nach Moskau die erste Überschall-Flugverbindung der Welt (mit der Tupolew Tu-144 als Passagierflugzeug). Heute gibt es verschiedene, tägliche internationale Flugverbindungen. Die Regionalflughäfen im Land werden ebenfalls täglich angeflogen. Nordwestlich der Stadt liegt noch der kleine Flughafen Almaty-Boraldai.
Ab Frankfurt am Main gibt es eine tägliche Verbindung durch die Lufthansa.

### Bildung
In Almaty gibt es eine Vielzahl von Schulen und Hochschulen. Neben 187 Mittelschulen gibt es 16 Gymnasien und Lyzeen. Den mittleren Berufsabschluss können junge Stadtbewohner an 21 Staats- und Republikskollegien bzw. 57 privaten Kollegien erwerben. Es gibt eine intensive Zusammenarbeit mit Schulen in Deutschland und Frankreich.

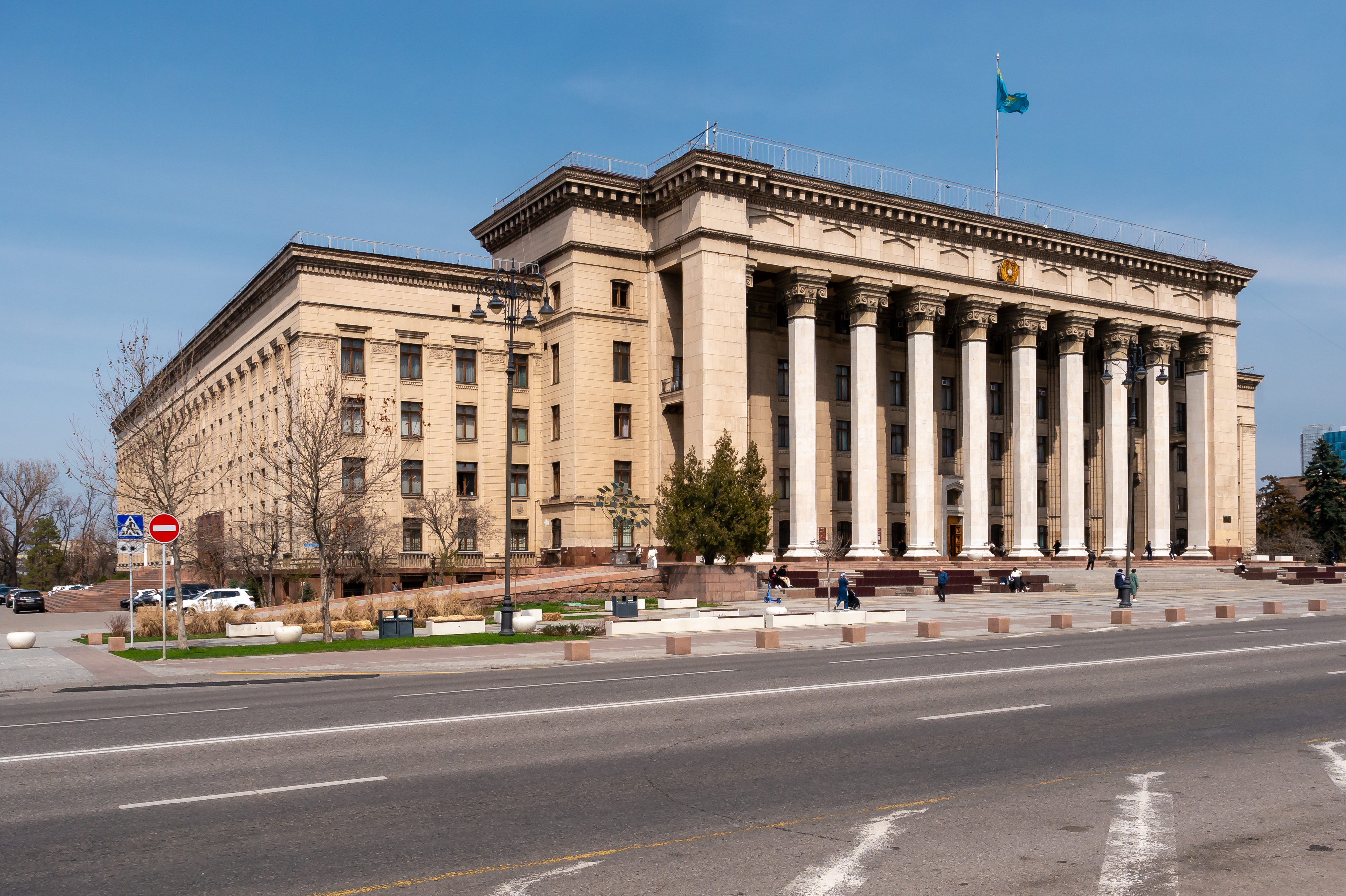
Kasachisch-Britische Technische Universität im ehemaligen Regierungsgebäude

Almaty verfügt über 13 Universitäten:
- Al-Farabi-Universität
- Kasachische Nationale Agraruniversität
- Kasachische Nationale Pädagogische Universität
- Kasachische Nationale Medizinische Universität
- Sätbajew-Universität
- Staatliche Juristische Universität von Almaty
- Zentral-asiatische Universität
- Deutsch-Kasachische Universität (auch Kasachisch-deutsche Universität genannt)
- Kasachisch-Britische Technische Universität
- Kasachisch-Amerikanische Universität
- Narxoz-Universität
- Technologische Universität Almaty
- Universität „Kainar“
- Universität „Turan“
- Universität des Fernsehen und Kino

Weiterhin existieren Fachhochschulen und Akademien, von denen folgende erwähnenswert sind:
- Kasachisches Institut für Management, Wirtschaft und Prognostizierung (KIMEP)
- Internationale Business-Akademie
- Kasachische Akademie des Transport und der Kommunikationen
- Kasachische Akademie des Sports und Tourismus
- Akademie der Arbeit und Sozialer Beziehungen
- Akademie des Internationalen Journalismus
- Kasachische Nationale Shurgenow-Kunstakademie: bietet Hochschulbildung im Bereich der Künste
- Kasachisches Nationalkonservatorium: bietet künstlerische Studiengänge im Bereich Musik sowie Geschichte der Musik an

Wissenschaftliche Forschung konzentriert sich an der 1946 von Kanysch Imantajewitsch Satpajew gegründeten Kasachischen Akademie der Wissenschaften. Sie ist auch die oberste wissenschaftliche Anstalt Kasachstans. In den Bergen bei Almaty stehen mehrere Sternwarten (Assy-Turgen Observatory, Tian Shan Observatory), die vom Astrophysikalischen Institut Fessenkow betrieben werden.
- 30 Bibliotheken: die Nationale Bibliothek der Republik Kasachstan, die Zentrale Städtische Tschechow-Bibliothek, die Republikanische Begalin-Kinderbibliothek etc.

## Persönlichkeiten
Söhne und Töchter:
Almaty ist Geburtsort zahlreicher prominenter Persönlichkeiten.